# ラジオ日本ジャイアンツナイター
『ラジオ日本ジャイアンツナイター』（ラジオにっぽんジャイアンツナイター、Radio Nippon Giants Nighter）は、アール・エフ・ラジオ日本（RFラジオ日本）が放送しているプロ野球ナイトゲーム中継番組である。文字通り、読売ジャイアンツ（巨人）の試合を専門としている。
本項では、巨人戦専門となる前の同局のプロ野球中継についても記述していく。ネット局であるぎふチャンの「ダイナミックナイター」、ラジオ関西の「ラジオ関西ジャイアンツナイター」は各ページ参照。

## 概要
1958年12月、ニュース・スポーツ・音楽を編成の三本柱とした開局したラジオ関東（当時）が、翌1959年シーズンより在京局に先駆けて完全中継を行って以来の同局の看板番組。第1回は同年5月2日に平和台野球場で開催された西鉄ライオンズ対大毎オリオンズ。この年は巨人戦48試合を中心にしたセ・リーグ55試合、パ・リーグ48試合、その他オールスター2試合の合計105試合を送った。
1977年10月に同局が読売新聞ニュースを放送する見返りとして、読売ジャイアンツ主催ゲームを独占中継する事となり、1979年シーズンより番組タイトルを従来の「ラジオ関東バッチリナイター（ - かんとう - 、Radio Kanto Bacchiri Nighter）」から「ラジオ関東ジャイアンツナイター」へ改称。巨人軍を徹底的に追い掛ける番組となった。2005年までは「絶対巨人主義!!」をキーワードに、ニッポン放送・文化放送が独占中継権を持つヤクルト主催ゲームを除く巨人戦のほぼ全試合を完全中継した。2006年以降はビジターの試合中継数は減少している。なお、祝日にデーゲームを生放送する場合でもタイトルの変更はせず、「ジャイアンツナイター」のまま放送する。

なおラジオ日本では1988年シーズンより中央競馬中継『競馬実況中継』が優先され、土曜・日曜のデーゲームについては巨人主催試合であっても一切自社向けに放送しない。祝日デーゲームの場合でも競馬の開催日と重なれば中央競馬の中継を行う。クライマックスシリーズに関しては2019年まで巨人が出場するステージのみ放送していたが、レギュラーシーズンと同様の放映権の制約があるうえ、巨人が関与していてもビジターとなるステージは中継しないこともあった。また、MBSラジオと異なり、クライマックスシリーズの巨人主催試合でも土曜・日曜のデーゲームの場合はシーズン同様、競馬最優先となり自社では放送されなかった。なお、2024年の段階では巨人の出場有無にかかわらずクライマックスシリーズは中継していない。
2006年8月には、ラジオ業界初の試みとして、アメリカ・グアムのFM局FM104での生中継を実施した。
2009年・2010年はライブチャット配信サイト「スティッカムJAPAN」で、2011年はUstreamにラジオ日本のIDを立ててジャイアンツナイターをインターネットラジオで放送した。
2009年シーズンより基本的に土曜・日曜の巨人ビジターゲームは中継せずレインコート番組を放送するようになった。2011年シーズン以後は金曜日から始まる3連戦が巨人ビジターとなる場合は対戦相手に関わらず金曜日も放送されず、レインコート番組→『60TRY部』を編成。2015年は火-木曜に巨人ビジターカードが組まれる場合であっても放送されない試合が増えていた。また土・日曜の巨人主催デーゲームはぎふチャンへ裏送り生中継を開始した。さらに甲子園球場や大阪ドームなどの関西地区の試合もラジオ日本制作となった。ただし、2014年まではラジオ日本の実況+ラジオ関西と契約した解説者の組み合わせとなることはあった。
また2015年シーズン以降、土・日・祝日に巨人主催のデーゲームがある場合のRF自社制作による録音ナイターと、GBS向けの事前の裏送り生中継は実施しないようになった。したがって巨人主催のデーゲームが行われる場合は、放送不可となるビジターの試合日とほぼ準じる形でレインコート番組を組むことになる。さらにTBSラジオがナイター中継を完全に撤退した後の2020年以後、巨人戦の主催試合のナイトゲームが土・日に組まれていても、レギュラーでの放送を行わなくなった。
なお、2016年・2017年の2シーズンの間は、RFがTBSラジオおよびJRN加盟各局で放送する巨人戦中継の制作に協力し、RFの自社制作による巨人のホームゲーム中継の一部をJRN加盟各局に送出した。さらにTBS以外のJRN加盟各局が制作する巨人のビジターゲーム中継の一部をネット受けした。このため、当番組で放送する巨人戦の試合数は、この2シーズンは一時的に増加した（後述）・。しかし、2017年シーズン限りでTBSラジオがナイター中継放送から撤退したため、提携も終了。2018年シーズン以降はJRNの他の中継制作局との協力関係は維持しつつも、中継体制が2015年以前に近い形に戻ることになった（後述）。
オープニングは巨人の監督が「○○（その年度のスローガン）、ラジオ日本ジャイアンツナイター」と発して番組がスタートする。

### テーマソング
過去に「ロレーヌ行進曲」という楽曲が使用されていた。この曲は直前番組「ナイター見どころ聴きどころ」のテーマソングとしても使われ、こちらは当時の岐阜放送へもそのままネットされていた。現在使用している曲は、前テーマ後テーマとも、ラジオ日本ジャイアンツナイターオリジナルテーマソングである。

## 放送時間
火曜日～金曜日 17:55-試合終了
一時期は「日本一（放送開始時間が）早いナイター中継」と題し、事前番組を17:20から放送開始していた事もあった。
2004年シーズンまではBSデジタルラジオ「BS日テレラジオ445」でも巨人主催のホームゲームのみだが放送されていた。
中継終了時にエンディングBGMがある。このBGMは2018年まではぎふチャンやラジオ関西（共に飛び降り時を除く）、RF制作の中継をネットする局（2018年のみ、一部ネット局を除く）にも流れていた。21:30までに試合終了した場合はクッションプログラム「ジャイアンツ・タイムズ（Giants Times）」を放送。また21:30以後も試合が続いた場合、日曜日以外は以後の番組の時間スライドはせず休止、ないしは時間短縮となる。
2015年以後、デーゲーム開催日の録音放送をしなくなったうえ、特に土・日曜日を中心に（後述の通り2020年代は、平日開催でも地方球場で行うものなども含む）ニッポン放送（LF）で巨人主催試合を放送しない日が発生しやすくなったため、関東勢同士、並びに交流戦の時のオリックス、東北楽天戦（在阪局のABCとMBSは阪神戦のみの中継方針、東北放送ラジオはNRNナイターの指定カード、または予備カードからの繰り上げでない限りは、楽天戦のビジター試合を原則放送しない方針であるため）で、全国のラジオで全く放送されない巨人主催試合が発生している。

## ネット局および中継制作を担当する放送局
当番組では、開局以来ラジオ日本制作の放送をネットしてきたぎふチャン（GBS、『ダイナミックナイター』）と、1978年（昭和53年）からネットを行っているラジオ関西（CR→AM KOBE→CRK、『ジャイアンツナイター』）がある他、CBCラジオとも古くから裏送りネット受けなどの関係があった。1980年代と2016年からはJRN系列の一部放送局とも提携して局間ネットや裏送りネットを行うようになった。このため野球中継についてはRF-GBS-CRKネットとJRNの2系列が入り混じっている。
なお、ヤクルト主催ゲームは『ラジオ関東バッチリナイター』時代の1977年（昭和52年）までは放送できたが、1978年は中波民放はNRN優先でJRNのみ開放、1978年以後はNRN独占となり放送できない（ただし、日本野球機構〈NPB〉主催扱いとなる日本シリーズは放送できた他、巨人主催ゲームがNRNに再開放された1993年からは、その見返りとして2003年まで対巨人戦以外のカードに限り試合数を限定して放送が認められた）。旧横浜大洋→横浜ベイスターズ主催ゲームも、1978年から2001年までは、1993年以降の対巨人戦以外のごく一部の試合とNPB主催扱いの日本シリーズを除き放送できなかった（後述）。

### RF-GBS-CRKネットにおける各局の放送状況
| 放送局     | 火～金       | 火～金     | 火～金       | 火～金       | 火～金       | 火～金       | 火～金     | 備考 |
| 放送局     | 巨人主催     | 巨人主催   | 巨人ビジター | 巨人ビジター | 巨人ビジター | 巨人ビジター | カード無し | 備考 |
| 放送局     | ナイトゲーム | デーゲーム | ナイトゲーム | ナイトゲーム | ナイトゲーム |              | カード無し | 備考 |
| 放送局     | ナイトゲーム | デーゲーム | 対ヤ         | 対中・日・ソ | 対他         |              | カード無し | 備考 |
| ---------- | ------------ | ---------- | ------------ | ------------ | ------------ | ------------ | ---------- | --- |
| ラジオ日本 | ◎            | ※1         | R            | ◎            | ※2           | R            | R          | 巨人主催試合であってもナイターでビジターチームエリアの放送局へのネットおよびJRN系列局の予備試合 となる可能性がない場合、放送せずRとする場合がある |
| ぎふチャン | ◎            | R          | R            | ◎            | ※2           | R            | R          | 木・金曜のみネット。RFやCRKが中継を放送する場合でも独自にRとする場合がある。                                                                      |
| ラジオ関西 | ◎            | R          | R            | ◎            | ※2           | R            | R          | |

凡例
◎＝RFは試合終了まで、GBSは最大延長21:30まで、CRKは21:00まで放送（カードによりRの場合あり）
R＝レインコート番組（後述）を放送
※1=火〜金曜日で祝日の場合はデーゲームでも中継する事がある（生中継の場合、ナイター枠の時間帯はRとなる）
※2=原則としてR（一部の試合は◎）

### 制作担当局
※2018年以降
| 放送局 （番組タイトル）                            | 担当球団        | ネット曜日 | 備考 |
| -------------------------------------------------- | --------------- | ---------- | --- |
| 北海道放送 （HBCファイターズナイター）             | 日本ハム        | 火→金      | 2010年より土・日の自社制作分はSTVラジオが裏送り中継体制をとれない場合に限り予備カード扱いでニッポン放送（LF）・MBSへネットする事がある（LFが中継を休止した日はMBSに本番カードとしてネットすることもある）。                                                            |
| CBCラジオ （CBCドラゴンズナイター）                | 中日            | 火→金      | 2011年より土・日の自社制作分はLF・MBSが自社で中継体制をとれない場合に限り予備カード扱いでLF・MBSへネットする事がある（LFが中継を休止した日はMBSに本番カードとしてネットすることもある）。                                                                              |
| 朝日放送ラジオ （ABCフレッシュアップベースボール） | 阪神 オリックス | 火→木      | 2009年度までは土・日もJRNネットであった。この名残で、NRNネットの金→月曜日のうち、土・日曜日はデーゲームに限りHBC・CBC・RKB向けの中継制作も行う。 オリックス戦は自社では殆ど放送しないため、対戦相手地元局が自社制作した場合はそちらにJRN中継担当を委託することがある。 |
| MBSラジオ （MBSベースボールパーク）                | 阪神 オリックス | 金         | 2010年より土・日曜日の一部の試合（主にナイター）でHBC・CBC・RKBへネットする場合もある。ただしLF-MBSネットを優先するため、LFの本番カードの場合はMBS-LFとJRNの二重制作もしくはLFとMBS-JRNの二重制作となる場合がある。                                                    |
| RKB毎日放送 （RKBエキサイトホークス）              | ソフトバンク    | 火→金      | 2011年より土・日の自社制作分はLF・MBSが自社で、KBCが裏送りで中継体制をとれない場合に限り予備カード扱いでLF・MBSへネットする事がある。 |

### 過去の制作担当局
| 放送局 （番組タイトル）                        | 担当球団       | 備考 |
| ---------------------------------------------- | -------------- | --- |
| 東北放送 （TBCパワフルベースボール）           | 楽天           | NRNネットの月・水→金曜日も、裏送りでJRN向けの中継制作は行う（ただし予備カード時の「楽天対阪神」のうち、水・木曜はABC、金曜はMBSにJRN中継担当を委託することがある）。 JRN向けを優先する土・日曜も、2010年より自社制作分の場合、JRN系列局向けの送出予定がない一方でNRN系列局へのネット予定がある場合には、自社分をNRN向けとして放送し、関東・関西でのビジターゲームはNRNラインでネット受けする。 |
| TBSラジオ （TBSラジオ エキサイトベースボール） | 巨人 DeNA 西武 | 1979年-1992年まで、RFとTBSが業務提携を結び、2系統別制作（1981年まではRF用、TBS用。相互乗り入れがあり事実上裏送りという形式となった放送もあった。1982年から完全にRF側、TBS側それぞれのスタッフでの別制作）を行ったほか、巨人ビジターの試合を対象にCBC、ABC、RCC裏送り、もしくはRF制作・RCC・CR協力となる試合があった。その後NRNの巨人主催試合再解放に伴い1993年以後、CBC制作の中日戦以外は提携を解消していたが、2016年度から提携を本格再開し、TBS制作の巨人主催、及びDeNA・西武主催の対巨人ビジター試合をネット受けしていた。 TBSのプロ野球中継撤退により、2018年以降は巨人主催はRF制作に一本化されたが、TBSが裏送りを行っているDeNA主催試合（ABC・MBS向けの対阪神戦やCBC向けの対中日戦）を巨人戦の予備カードとして設定する場合がある。 |
| 中国放送 （RCCカープナイター）                 | 広島           | NRNネットの水→金曜日も、裏送りでJRN向けの中継制作は行う（ただし予備カード時の「広島対阪神」のうち、水・木曜はABC、金曜はMBSにJRN中継担当を委託することがある）。 JRN向けを優先する土→月曜〔土・日ナイターは2010年より〕も、自社制作分の場合、JRN系列局向けの送出予定がない一方でNRN系列局へのネット予定があり、かつヤクルト・阪神・オリックス主催に絡む日数補償の必要がない場合には、自社分をNRN向けとして放送し、ビジターでもJRN系列局が放送しない一方でNRN系列局が放送予定を組んでいる場合は、NRNラインでネット受けする（ただし在京球団主催のデーゲームと月曜ナイターはLF・QRの放送予定にかかわらず、原則としてTBSラジオからの裏送りまたは自主制作。ただしナイターオフ期間は年度により例外あり）。                                   |

### 中日戦
- 中部日本放送→CBCラジオ（JRN、『ドラゴンズナイター』）

このカードは巨人主催、中日主催を問わず平日ナイターであればRF-GBS-CRKネットに加えて2018年からCBCとも局間ネットを行い、4局ネットで放送される。

東京ドームでの巨人主催試合が土・日曜日にデーゲームで行われる場合、ラジオ日本からCBC向けに裏送り出しが行われる。また諸般の事情により平日ナイターでもラジオ日本が放送しない場合、実況アナウンサーを派遣するCBCに対して技術協力を行う。

### 阪神戦
- 朝日放送ラジオ（ABCラジオ：JRN・NRNクロスネット、『フレッシュアップベースボール』）：火 - 木ナイターはABC発（稀にRF発も）ネット受けないし協力関係、土・日デーゲームとは巨人主催試合に限り技術協力またはRF発裏送り
- 毎日放送→MBSラジオ（JRN・NRNクロスネット、『MBSベースボールパーク』）：月・金曜ナイターのみ。月曜は巨人主催に限り技術協力またはRF発裏送り

1979年から1992年までは朝日放送（現・朝日放送グループホールディングス）またはTBSラジオ発の裏送りを受けた時代もあった。1993年（平成5年）から関西地区の制作協力局がラジオ関西に切り替えられ、2008年までは阪神主催試合も多く放送された。2009年以降、CRKが制作から撤退したため阪神主催試合の放送が激減するも、2019年（平成31年／令和元年）シーズンからABC発のネット受けが再開され、MBS発も金曜日のナイターに限ってネット受けされることになった。
セ・パ交流戦の「オリックス vs 巨人」も権利上は阪神主催試合と同様だが、ABC・MBSがともにビジター阪神戦を優先することもあり、ラジオ日本が両局への裏送り依頼を行っていないことや、ビジターへの乗り込みを縮小したことが重なり、JRNナイター廃止後の2018年以降は放送機会がない。

RF-GBS-CRKネットにMBSを加えた4局ネットでの放送は、2018年6月8日の「巨人 vs 西武」（解説・清水隆行、実況・石黒新平）が初となった。この日はMBSが本番カードとする予定だった「阪神 vs ロッテ」が雨天中止となり、第1予備に設定していた同カードが本番に昇格したことによる。
2019年8月30日の「阪神 vs 巨人」では、ラジオ日本OBのMBSアナウンサー仙田和吉が実況を担当した。ラジオ日本のプロ野球中継で仙田の実況が流れるのは、2000年（平成12年）シーズン以来19年ぶりのことだったが、仙田は2021年3月に早期退職したため、MBS在職中にRFへのネットがある試合を担当したのはこの1度だけとなった。
2020年（令和2年）7月3日の「巨人 vs 中日」は、MBSが本番カードとして予定していた「阪神 vs 広島」の雨天中止に伴いMBSにもネットされ、5局ネットで放送された。
ラジオ日本発でABCラジオへのフルネットは、1979年～1981年と2016年・2017年はJRN全国中継本番をRFが制作する場合に行っていた。2020年以降、ABCが関東への人員出張を削減していることからラジオ日本・CRKとABCラジオの3局ネットによる放送が度々起こっている。2021年4月13日の「巨人 vs 中日」では、RF-GBS-CRKネットにABCラジオ・CBCラジオを加えた5局ネットが実現した。
土・日曜に東京ドームで行われる巨人主催デーゲームについては、ABCラジオが乗り込む場合に技術協力を行う。MBSラジオは、土曜日のみニッポン放送の技術協力により自社制作するが、日曜日は中央競馬中継（『GOGO競馬サンデー!』）が絶対最優先 のため、クライマックス・セに阪神が出場する時のみでレギュラーシーズンは一切放送しない。
月・土・日曜については自社で放送しないため、月曜はMBSラジオから、土・日曜デーゲームは朝日放送ラジオから制作を受託の上裏送りするか、いずれかが乗り込み自社制作を行う際の技術協力を行う。他球場速報のチャイムはMBSラジオ向けは局間ネット時はJRNのものを、裏送り時はMBSラジオ独自のものを、朝日放送ラジオ向けは局間ネット・裏送りを問わずJRNのものを使う。

なお、在京局の要員の都合によっては、ABCラジオ・MBSラジオがどちらもJRN・NRNのクロスネット局であることから、ナイターでの乗り込み自社制作時の技術協力を、平日の巨人主催試合でもJRN担当日にニッポン放送または文化放送が、NRN担当日にRFラジオ日本が行うことがあるが、在京局がが自社でも放送する場合は、技術協力局に関係なくABCラジオ・MBSラジオ・HBCラジオ・RKBラジオ・CBCラジオ・ラジオNIKKEIの6社共同ブースや、東京ケーブルネットワークのブースを使用することがある。

### 広島戦
- 中国放送（RCCラジオ：JRN・NRNクロスネット、『Veryカープ!RCCカープデーゲーム中継』）

1995年シーズンまでは10月の消化試合のみ、TBSに代わってRFとRCCの局間ネットが行われたが、1996年以降はニッポン放送（LF、『ショウアップナイター』）とTBSのどちらかが曜日および要員に応じて裏送りを行うようになったため、野球中継でのラジオ日本との関係は広島主催試合での技術協力を除いてほぼ消滅した。
巨人戦がNRN独占カードのヤクルト（および2001年までの大洋→横浜）主催試合となった場合は、裏カードの広島主催試合をRCCの技術協力による乗り込み自社制作（またはラジオ関西制作）で中継したこともあった。
2016年（平成28年）と2017年は、TBSとラジオ日本の提携に伴い「広島 vs 巨人」だけでなく巨人戦予備カードから昇格のその他の広島主催試合が、TBSに加えてRF-GBS-CRKにも火曜日は同時ネットで、水 - 金曜日は裏送りで放送された他、祝日の「巨人 vs 広島」デーゲームではラジオ日本からのネット受けも行われた。
2018年以降はRF-GBS-CRKネットでの広島主催試合の放送は開幕カードなどの例外を除いて無くなる代わりに、土・日曜日の「巨人 vs 広島」デーゲームではCBC向けと同様にラジオ日本が制作協力または受託をしている。2019年（平成31年）からはラジオ日本発の裏送り出しもスタートした（後述）。さらに、ラジオ日本の『マリーンズナイター』休止後の2021年も土・日曜の「ロッテ vs 広島」デーゲームでのRCCへの裏送り出しを行っている。以降の巨人・ロッテ主催デーゲームに関しては原則としてニッポン放送および文化放送での放送有無にかかわらずラジオ日本に制作を委託している。
2023年にはTBSラジオの制作委託業務縮小に伴い、「DeNA vs 広島」のデーゲームの制作委託の一部も5月3日（水曜日）・4日（木曜日）のデーゲームを皮切りにラジオ日本が担当することになった。ナイターではNRN（阪神・オリックス主催は対広島戦のみ曜日・時間帯にかかわらずABCからのネットに固定）に一本化している。裏送りとはいえ、ラジオ日本がDeNA主催試合の制作に携わるのは、2016年度以来7年ぶりとなる。
広島主催試合でビジター球団の地元のJRN系列局（非NRN日のクロスネット局を含む）が乗り込み自社制作を行うか、RCCがNRN向け・JRN向けの二重制作を行う場合は、RCCのJRN向け中継やJRN系列局の乗り込み中継をラジオ日本が予備カードに充てることができる。
実例として、2024年7月3日（水曜日）は、巨人対中日戦（群馬県立敷島公園野球場。CBCラジオにもネット）の予備カードに広島対阪神戦の朝日放送ラジオ制作分を充てた。

### 日本ハム戦
- 北海道放送（HBCラジオ：JRN、『ファイターズナイター』）

過去には札幌テレビ（STVラジオ：NRN、『アタックナイター』）が巨人主催試合をレギュラーでネットしたこともあったが、2016年から交流戦および日本ハム戦非開催時の巨人主催試合に限って、HBCがネット受けする試合が出た。現在は最大3試合をネット受けし、原則隔年（日程編成上例外的に2年続く場合あり）でラジオ日本発（「巨人 vs 日本ハム」）とHBC発（「日本ハム vs 巨人」）が入れ替わる。なお「日本ハム vs 巨人」をHBCのネット受けで放送したケースは2017年6月9日（解説・岩本勉、実況・水野善公）が初となった。

巨人主催で行われる2021年は日程の関係でラジオ日本から金曜ナイターではネット受け、日曜デーゲームでは裏送り出し（解説者はHBCから大宮龍男を派遣）が行われる一方、土曜ナイターは裏送り経費を節約するため、ニッポン放送から『ショウアップナイター』のネット受けとなる（参考までに、CBCラジオの場合は、日曜日と一括でラジオ日本からの裏送りを受ける）。

### ソフトバンク戦
- RKB毎日放送（RKBラジオ：JRN、『エキサイトホークス』）

JRNシングルネットのためCBCと同様に取り組みやすい関係で、PayPayドームでの「ソフトバンク vs 巨人」は裏送りネットを受けてきた。2018年以降はネット受け他、火曜日の交流戦「巨人 vs ソフトバンク」ではラジオ日本発の九州・山口地区ネット放送も行う。土・日曜日に「巨人 vs ソフトバンク」デーゲームが行われる場合は、RF発裏送りを行う。

### 楽天戦
- 東北放送（TBCラジオ：JRN・NRNクロスネット、『パワフルベースボール』）

TBS『エキサイトベースボール』最終年度の2017年に、交流戦の「楽天 vs 巨人」を放送したことがある。この時はTBCからTBSに裏送りされた実況をRF-GBS-CRKネットでも同時放送するという形で建前上TBS制作となり、巨人側ベンチレポートにはTBSの新タ悦男が配置された。2018年以降は、RFがビジターゲームのネット受けそのものを、TBCは裏送りを必要とするビジターゲームの放送を抑制している関係上TBC発は放送されることが事実上無くなった。RF発は2018年以後もこのカードの巨人主催試合が火曜日に開催された場合に限ってネット受けするケースがあり、実例として2018年6月5日（解説・水野雄仁、実況・石黒新平） がある。また火曜日に楽天の試合が初めから予定されていない場合もTBCがRFから受けることがあり得たが、編成上パ・リーグのカードを優先していることと、『マリーンズナイター』の休止に伴い、2019年以降原則として文化放送（裏送り）やJRN系列局制作分の放送に切り替えられた。

### 日本野球機構主催大会の対応
日本野球機構が主催する、オールスターゲームと日本選手権シリーズは、1959年のラジオ関東開局当初から自社制作 で放送が行われていた。但し、日本シリーズが全試合がデーゲームだった1993年まで（1964年除く）は、土・日曜日には競馬中継が優先されたため、巨人に関係する試合は競馬中継を中断する形で放送されたが、巨人が進出しなかった場合には年度により自社で放送せず、ラジオ関西・岐阜放送ラジオ向けに裏送りを行った試合も一部あった。
オールスターに関しては2007年の第2戦がテレビ中継の都合によりデーゲームとなったため放送がなかったが、それ以外は2009年第1戦まで中継を行い、この試合を最後として放送が行われなくなった。また日本シリーズについては、2009年までは巨人の進出の可否にかかわらず自社乗り込みで放送を行ったが2010年から2012年、2020年は巨人の進出の可否にかかわらず放送がなかった。2013年以後は、2019年の第4（・5戦）と2020年のすべての試合を除き巨人が進出した年の主管試合に限り放送が行われている。

## JRN・NRNとの関係
開局当初は基本的に自主制作であったが、当時は在京ラジオ局がプロ野球中継を全曜日放送している訳ではなかった事や、現在のような全国規模のネットワークシステムが未整備だったこともあり、当時ラジオ関東と資本関係のあった毎日新聞社に近い、中部日本放送（CBC）・毎日放送（MBS）・中国放送（RCC）をはじめ、東海ラジオ放送（SF）・朝日放送（ABC）・ラジオ関西（CR）など球団所在地の放送局と裏送りを含む暫定的なネットワークを組んで、関東地区以外の試合中継に対応していた。
1965年（昭和40年）5月にJRN・NRNが相次いで結成されると、これらネットワークとは無関係だったラジオ関東は取り残される結果となり、関東地区以外の試合を中継する場合にも現地に乗り込んで制作を行う事になった。しかし、ネットワークは岐阜放送と近畿放送（現・京都放送。KBS京都）しかなかった。またラジオ関東自体も出力30kWであるがゆえに、神奈川・東京以外では聴取が難しく、聴取率も在京局に差をつけられ、営業面でも苦戦していた。

### 大洋戦放送権本格獲得
1967年（昭和42年）から、それまで散発的だった大洋ホエールズ（現：横浜DeNAベイスターズ）主催ゲームの中継を本格的に開始。
これは前年シーズンオフ、TBSとフジテレビが広島東洋カープ主催の対読売ジャイアンツ戦から日本テレビを締め出そうとした事で、TBS・フジと日テレの間で紛争が起こり、日テレと読売新聞が報復措置として巨人主催ゲームのラジオ放送からTBSラジオ＝JRN・ニッポン放送&文化放送＝NRNを締め出してラジオ関東・NHKラジオ第一放送・日本短波放送のみに放送権を与え、またその報復としてTBSが大洋ホエールズ主催ゲームからラジオ関東を締め出そうとした問題が発端となっている。
この問題には日本広告主協会の理事長（当時）だった服部礼次郎（当時精工舎専務）らが仲介に入ったが解決まで時間を要し、中部日本放送（現：CBCラジオ）も4月第2節に予定していた「中日 vs 巨人」のラジオ関東への裏送りを「日本テレビと提携している局に中継を認めるわけにはいかない」拒否する事態となり、ラジオ関東は急遽パ・リーグの「近鉄 vs 南海」を編成した。また、中国放送も開幕前に初の広島戦の年間全試合中継を告知していたのが、日本テレビから「巨人 vs 広島」開幕3連戦の放送を拒否される事態となった。
結局、4月25日にTBSとフジテレビが譲歩して日本テレビが広島対巨人戦を2試合並列放送を認める事で合意し、読売新聞が巨人主催試合のラジオ放送からのJRN・NRNの締め出しを撤回した見返りとして、大洋主催ゲームの優先放送権をラジオ・テレビ共に保有していたTBSが見返りとしてラジオ関東の締め出しを撤回したものだった。またCBCもラジオ関東への裏送りの拒否を撤回して再開した。
その後、巨人戦についてはヤクルト・大洋・巨人主催の全てが自社制作で中継できる体制が1977年まで続いた。特に予備カードはラジオ関東の本社が神奈川県にある事から、大洋主催ゲームとなることが多かった。関東地区以外での試合についてはCBC・MBS・RKB・RCC等が裏送りした他、RFの乗り込み自社制作もあった。また、関西地区では前述の通りKBSがネット受けした他、ラジオ大阪（OBC）も日曜日の関東圏開催のビジターの南海ホークス戦を『南海ナイター／南海サンデーワイド／ホークス日曜ナイター』（年度や放送枠により番組名が異なった）として裏送りを含むネット受けで放送したことがあった。この2局はNRNに発足と同時に加盟していたが、放送区域が被るABC・MBSとの兼ね合いでNRNナイターのネットに参加していなかった。

### バッチリナイターからジャイアンツナイターへ
1974年（昭和49年）3月にTBS（東京放送。会社としては、現：TBSホールディングス）の株を放出して以来、在京ラジオ局との繋がりを持たなかった読売新聞社は有事の際の報道手段のひとつとして中波ラジオ局を持つ事が必要であると判断。1977年（昭和52年）、在京の各ラジオ局に対し、「読売新聞ニュース」を自社および系列局で放送する事を条件に読売ジャイアンツ主催試合の中継を認める事を提案した。
しかし、当時のTBSは筆頭株主であった毎日新聞社が経営悪化に伴い株式を大量に放出した事で、漸く新聞資本から脱却できた時期であった。
また、ニッポン放送は総帥・鹿内信隆（当時会長）を通じフジサンケイグループの中核会社として位置していた。

さらにJRN・NRNともに地方系列局は地元新聞社の資本が入っている局が多かった。これらの理由から、ラジオ関東よりも先に「ジャイアンツナイター」のタイトルを使用していて、当初はこの提案にも乗り気だった文化放送を含めた在京各社は結局許諾不可能としてこの提案を拒否した。

TBS・文化放送・ニッポン放送がそれぞれ拒否をし、系列局への呼びかけを続けたため、手をこまねいている隙間を縫って、ラジオ関東社長遠山景久は読売新聞社の提案を受諾することを決めた。開局以来放送された「毎日新聞ニュース」は1978年（昭和53年）1月1日より「読売新聞ニュース」に切り替わり、ラジオ関東バッチリナイターは「ジャイアンツナイター」と改題、逆に「ジャイアンツナイター」のタイトルを使えなくなった文化放送は『ホームランナイター』と改題した。ラジオ関東が巨人戦をラジオ完全独占放送するという新しい展開がスタートした。
読売ジャイアンツ主催試合を中継できなくなったJRN・NRNはこれに対抗し、ラジオ関東の完全締め出しを図った。両系列とも加盟局に対しラジオ関東とは「ネットを受けない、送らない、送らせない」三原則を呼びかけた。なお、このルールはいずれか一つでも違反があった場合はJRNならびにNRNから除名・追放を行うという厳しいものであった。さらに横浜大洋ホエールズはTBSラジオ、ヤクルトスワローズは文化放送とニッポン放送、中日ドラゴンズは中部日本放送（CBC）と東海ラジオ、阪神タイガースは朝日放送（ABC）、広島東洋カープは中国放送（RCC）がそれぞれ優先契約を締結した事で、逆にラジオ関東は他のセ・リーグ球団主催試合が中継できなくなることとなり、該当日はパ･リーグの試合（主に日本ハム・ロッテ・阪急・近鉄・南海主催）や雨傘番組を放送した。
一方、関西圏では兵庫県に拠点を置くラジオ関西（CR→AM KOBE→CRK）が、これまで在阪局に押さえられていた読売ジャイアンツ絡みの試合を中継する事で営業強化が図れると判断し、NRNの申し入れを無視して新たに「ジャイアンツナイター」のネット受け入れを行うことにした。NRNは前述のルール通りCRを除名処分とし、TBSラジオも『全国こども電話相談室』の関西地区ネット局をCR（JRN非加盟ながら特例でネット受けし、制作にも関与）からJRN幹事社である毎日放送（現・MBSラジオ）に変更した。ただ、NRNを除名したといっても円満脱退に近い扱いとしたため、完全にLF・QR・TBSやJRN・NRNの各系列局とのネットワーク関係が途絶したわけではなく、在阪3局で放送していない一部番組については、番組販売または個別スポンサー度ネットとしての時差放送や、一部同時生放送（逆にCR→AMK→CRKからアニメ関連番組をQR向けにネットする例もある）すを行うなど一定の関係は保っている。
また、これまでラジオ関東からナイターをネット受けしていた近畿放送（KBS京都、『KBSパーフェクトナイター』）は、これを機にNRNナイターのネットに切り替えたためニッポン放送・文化放送との関係が強化され、『オールナイトニッポン』のネット受けもスタートした。
沖縄県では、当時のAM3局のうち、プロ野球中継を放送していた琉球放送やラジオ沖縄がともに巨人主催試合が放送できなくなることから、JRN・NRNともに加盟しておらず、音楽主体の編成でプロ野球中継を放送していなかった極東放送（現・エフエム沖縄）が新たに中継を開始することになった。（KHRチャレンジ・ナイター。1981年までは全日、1982年、1983年は週末のみネット）
NHK R1（『NHKプロ野球』）と日本短波放送（現在のラジオNIKKEI。『プロ野球ナイトゲーム中継』）は局の性格上、「読売新聞ニュース」非放送による中継排除の対象とならなかったため、巨人主催試合の中継が継続できた。このため、NHKはRCCラジオが巨人主催広島戦を放送出来なくなったことによる広島県の事情を考慮して、同カード13試合の放送権を獲得して放送した。

### TBSとの連携へ
しかし、読売ジャイアンツ主催試合の中継が出来ない事で在京ラジオ局は軒並み営業成績が落ち込み、地方聴取者からの不満も集中した。このため読売新聞社と在京ラジオ各局は再交渉に及び、TBSは巨人主催ゲームの中継をラジオ関東から購入することを提案、これに読売新聞社・ラジオ関東が受諾。TBSラジオ（『エキサイトナイター』）およびJRNは翌1979年（昭和54年）から読売ジャイアンツ主催試合の中継を再開した。
この時の条件は、TBSラジオがラジオ関東が制作する巨人主催ゲームの中継を購入し、かつ中日・阪神・広島主催ゲームの中継をTBSを窓口としてラジオ関東に販売することになった。また関西地区のJRNナイターネット局はラジオ関西に配慮してMBSとABCに振り分ける（この振り分けは以前から行われていた）といった物であった。
中でも、巨人主催カードでは、1979年～1981年の3年間はRF主導の共同制作という形式（事実上RFの「TBS用裏送り」またはTBSの「RF用裏送り」と同じ）を取ったため、RFのアナウンサーと解説者がTBSの中継に出演し、時にはTBSアナとRF解説者、RFアナとTBS解説者という組合せとなる場合もあった。1982年（昭和57年）からは、放送権はRFから購入する形でTBSが自社制作を行った（1993-1994年は放映権を読売新聞から直接購入になったが、1995年以降RFからの購入に戻っている）。
甲子園球場など、阪神主催試合をラジオ関東→ラジオ日本が中継する場合、解説・実況はABCラジオとTBSラジオがほぼ交互で担当、この状態は1992年（平成4年）まで続いた。なお、ABCラジオはJRN/NRNクロスネットであるが、ABC制作による裏送りであった場合は曜日にかかわらずJRN扱い（本番用は月・金 がNRN、他がJRN扱い）での放送であった。
また、広島の主催試合も、場合によって解説者・実況アナウンサーの両方もしくは一方はRCCからの出演となることもなり（RCCからの出演がない場合はRFが派遣。実況と広島ベンチリポートの両方またはいずれかをCRが派遣する場合もあり）、中日主催はCBCからの裏送りという形となった。

ニッポン放送はTBSラジオの「抜け駆け」とも言える決断に断固対抗するため、以前から関係の深かったヤクルトスワローズのみならず、元来テレビ・ラジオともにTBSとの関係が深かった横浜大洋ホエールズ主催試合も独占中継権を獲得した。この背景にはニッポン放送が横浜大洋ホエールズを運営する大洋球団の球団株式を、クラウンライターライオンズ（現在の埼玉西武ライオンズ）の買収の一環で国土計画から譲渡されていたという事情もあった。ヤクルト・大洋主催試合の放送は文化放送とクロスネットを含むNRN系列局に許諾する一方で、TBSとラジオ関東には一切認めない方針を取った。
巨人対阪神戦の月・金曜のABCでの、火～木・土・日曜のMBSでの放送は、TBSラジオの二重制作による裏送りおよび両局の自社制作ともにRFおよび読売新聞社から認められなかったため、該当日のABC・MBSはNRNナイター本番カードまたは関西本拠パ・リーグ球団（阪急・南海・近鉄）主催ゲームの自社制作中継（NRN予備扱い）を放送した。一方、逆にニッポン放送は対阪神戦以外を含むヤクルト・大洋主催試合の月・金曜のMBSの、火～木・土・日曜のABCによる放送を認め、両局の乗り込み自社制作やニッポン放送による二重制作が行われた。

ただし、TBSもニッポン放送とともに大洋球団の球団株式を国土計画から譲渡されていたことから、優先権がテレビ朝日から移動する形で、テレビのみフジテレビとの共有ながら放映権を継続して保有することになった。
また、この時よりNRN・JRNクロスネット局でのNRNナイター放送日が原則水曜日〜金曜日と固定された（なお、これらの影響やスポンサー確保の観点から北日本放送・和歌山放送・山口放送がJRNに、北陸放送・南海放送 がNRNに加盟することとなった）。

RF独占時代、「巨人 vs 広島」や広島戦非開催・デーゲーム時の巨人主催ゲームを放送できなかったRCCは、巨人主催の際はJRN、ヤクルト・大洋主催の際はNRN（土・日曜は年度によりQR-NRNの場合とLF裏送り-ABCラインの場合あり）に担当曜日に関係なくラインを変更することによって、広島ビジター戦の全試合中継や、広島戦非開催・デーゲーム時の巨人戦優先中継ができるようになった。

その後、日本テレビの働きかけや前述の「三原則」の緩和により日本テレビ系列の兼営局を中心に、月曜日に限り「ジャイアンツナイター」のネットを行う局が増え、札幌テレビ放送（現在のSTVラジオ。『アタックナイター』）では土曜日・日曜日のNRNナイターを「ジャイアンツナイター」に差し替えて放送するようになった。北日本放送・西日本放送や九州朝日放送も一部の曜日で「ジャイアンツナイター」を放送した。また、RCCもナイターオフの消化試合の巨人対広島戦に限って「ジャイアンツナイター」をネットしたことがある。

なお、本拠地が後楽園球場から東京ドームに変わった1988年シーズンから、巨人の主催試合は原則として全試合ナイターで開催されることになり、プロ野球公式戦の放送が無くなった土・日曜日の昼間は『競馬実況中継』を最優先とすることにした。日本シリーズに巨人が進出できなかった年は、日本シリーズも放送しないことがあった。

### NRNへの開放
やがて、佐川急便疑惑に関する一連の報道でTBSと読売の関係が悪化し、TBSはラジオのみで放送されていた読売新聞ニュースを打ち切る姿勢を見せた。読売は1992年（平成4年）7月、翌1993年シーズンより巨人主催ゲームのラジオ中継をオープンにすると発表。これにより、NRNも巨人主催試合が中継できるようになり、ニッポン放送は読売の対応を待っていたかのように東京ドーム巨人主催試合のうち、対ヤクルトと横浜の全試合の放送を決めた。同時に、TBS・RF陣営がホームゲーム中心でNRN独占カードを除くビジターも放送、ニッポン放送・文化放送 のNRN陣営はビジターゲームを主に放送するという、1979年から維持されてきた関東AM局による巨人戦中継の「バランスの基礎」が崩壊。以後『ショウアップナイター』はホーム・ビジター関係なく巨人戦優先の放送となり、ラジオでのプロ野球中継というコンテンツ全体を見渡しても、全球団の中継が可能なニッポン放送が圧倒的な優位に立った。

また、1993年（平成5年）のシーズンオフには、巨人戦独占中継権獲得に尽力した遠山景久が社内クーデターによってラジオ日本代表取締役会長を解任されていた。
この頃から関西地区での「ジャイアンツナイター」はABCに代わってラジオ関西が制作協力を行うようになり、対巨人以外の阪神主催試合ではパ・リーグのカードと同様にラジオ関西が制作することがあった。
TBSラジオは1994年（平成6年）からヤクルトスワローズ・横浜ベイスターズ主催試合をどちらかが読売ジャイアンツと対戦を行っている裏カードに限りニッポン放送から放映権を購入する形でJRN全国ネットでの放送ができるようになった。またRFラジオ日本も横浜とヤクルトがともに主催試合を行った日に、横浜主催は1995年から、ヤクルト主催は1996年に巨人戦以外のカードが開放され、こちらはTBSラジオと異なり幾分条件が緩和され、巨人戦非開催時も放送できた他、横浜主催に関しては、ラジオ日本が横浜を本社にしていることに配慮して、阪神・中日・広島主催巨人戦の第1予備カードとしても編成することが認められた。巨人戦非開催時は、当該球団主催ゲームをニッポン放送との並列でRFラジオ日本が放送したり、ニッポン放送がサッカー日本代表戦中継を優先した日にRFラジオ日本が関東地区独占で放送したことがあった（サッカー中継が関東ローカルの場合、NRNにはヤクルトまたは横浜戦をニッポン放送が裏送りして対応）。

しかし、CBCは東海ラジオ（NRN単独加盟）との関係上ヤクルトスワローズ対中日ドラゴンズ戦のネットが認められず、予備カード（主にABC・MBS・RCC制作による阪神と広島の対戦、RKB制作によるダイエー主催試合、西武・ロッテ・日本ハムいずれかの主催試合のTBSによる裏送り分）または雨傘番組に差替えを余儀なくされた。また当該日に愛知県および岐阜県でパ・リーグの公式戦が開催された時にはCBCが自社制作を行った。
またRFラジオ日本制作のヤクルト主催ゲームも、対阪神タイガース戦をAM KOBEへ、対中日ドラゴンズ戦をぎふチャンへネットすることは認められず、該当時はCBCと同様に予備カード（ラジオ関西制作またはRF制作裏送りのオリックス・近鉄・ダイエー主催ゲーム、RF制作裏送りの日本ハム・ロッテ・西武主催ゲーム）または雨傘番組で穴埋めした。

一方、クロスネットのABC・MBS・RCCはヤクルトスワローズ対阪神タイガース/広島東洋カープ戦ではJRN受けの曜日でもNRNにラインを切り替え、またはニッポン放送（RCCの土曜日・日曜日のナイターは文化放送の場合もあり）協力による自社制作で放送した。横浜ベイスターズ主催ゲームのTBSラジオ・JRNの制作・放送についても同様の扱いだったが、こちらは中日戦ビジターゲームの中継本数を東海ラジオと均等にしたい中日新聞の意向もあり、特例で1995年からニッポン放送が対中日戦のCBCへの別制作・裏送りを実施していた。
なお、地元球団のビジターカードでない場合は、TBS・RF制作のヤクルト・横浜主催ゲームの中継がCBC・GBS（対阪神・広島）・MBS・ABC・CRK（以上対中日・広島）・RCC（以上対中日・阪神）でも放送できた。

### 横浜売却問題以後のRFとNRN
2002年（平成14年）1月、TBSが横浜ベイスターズのオーナー企業となったのを機に、TBS・RF共に横浜ベイスターズ主催の対読売ジャイアンツ戦も中継できるようになった。また、CBC・ABC（月・金除く）・MBS（月・金のみ）・RCC（水～金除く）向け横浜主催の各地ビジターチーム戦の中継もTBSラジオ制作（またはTBSラジオの技術協力による自社制作）での放送が復活した。これは、2011年末にTBSからディー・エヌ・エーに親会社が移動して発足した、横浜DeNAベイスターズ主催試合でもこの中継体制に変わりはない。
一方でニッポン放送は、東京ヤクルトスワローズ（2006年にヤクルトスワローズから改称）主催試合の独占中継権を未だ手放しておらず、2002年からTBSラジオとJRN単独加盟局（CBC、RKB毎日放送、琉球放送）では東京ヤクルトスワローズの主催試合が再び放送できなくなった一方、RFラジオ日本は2003年まで認められた後撤退した。

また大阪のABCラジオ、MBSラジオではJRNナイター放送日（月曜と金曜はMBS、他の曜日はABC）でもニッポン放送技術協力の自社制作、またはニッポン放送の二重制作による裏送りの形でヤクルト対阪神戦の実況を行ってきた（かつては阪神戦以外のヤクルト戦もニッポン放送制作で裏送り放送していた。またNRN独占中継時の横浜戦も同様の体制をとっていた。）が、2018年以降は非NRN日となり、裏送り担当局が文化放送に移行した。

現在、ヤクルト主催試合はNRNのみが放送権を有しているため、JRN単独加盟局、ラジオ日本、NACK5（『SUNDAY LIONS』）、2015年開局のコミュニティFM局であるRakuten.FM TOHOKUはヤクルト主催試合を放送できない。NHKは巨人主催試合はどのカードも放送できるが、ヤクルト・DeNA主催試合は対巨人戦以外のカードが中心で、対巨人戦は年度により散発的に放送する程度であり、ヤクルト主催のクライマックスシリーズは2021年のファイナルステージ第3戦で初めて行うまで中継していなかった。ラジオNIKKEIはスポーツ中継自体を競馬（『中央競馬実況中継』）に選択集中させたという局の事情もあり、1989年（平成元年）を最後に野球中継を行っていない。

### JRN単独局発の裏出し制作
先述のとおり1992年まで、阪神タイガース主催試合をTBSラジオ・ABCラジオ（ABCはNRNとのクロスネットであるが、JRN扱いとして）からの裏送りとして放送した。
中日ドラゴンズ主催試合については以降もCBCが裏送り出しで制作を行い、出演者はCBCの解説者、アナウンサーが務めていた。ただし、ベンチ裏のリポーターについては、ラジオ日本に所属する実況アナウンサーが務めた（2015年度は中日ドラゴンズ主催試合の中継が無かった）。

また、2006年以降のセ・パ交流戦においての福岡ソフトバンクホークス対読売ジャイアンツ戦でも、RKBが配信または制作協力を行っている（行われなかった年もある）。

### TBS・RF提携復活
2016年、TBSラジオとラジオ日本の提携が24年ぶりに復活し、RFが年間19試合の巨人主催試合をTBSを含むJRN系列各局に向けて放送し、またTBS（TBSはDeNA主催試合を担当）及びJRN系列の対戦相手各地の各地方局（HBC、TBC、CBC、RCC、RKB。ABCとMBSが並列加盟している大阪府はTBSへの配信と同様に火 - 木曜はABCが、金曜はMBSが担当。RCC・TBCの水 - 金曜は裏送り）からも巨人ビジター・年間30試合程度を中心に随時ネット受け中継を行うとしている。これにより、RFで放送される巨人戦の放送カードは年間80試合以上を占めるという。
予備補充もJRN各局から行うが、GBSについてはCBCとの同一番組のネットを避けるため、予備カードはネットしない（巨人主催の中日戦については、GBSへの配慮から、GBSもナイター中継を行う日において、CBCは基本的にTBS制作のものをネットするか、裏送りによるCBC乗り込みのみとしており、RF制作としてのJRNナイターの放送を行わないことでGBSが放送できない状況を回避していた）。CRKはABC・MBSとサービスエリアが重複するが、こちらはCBC・GBSとは異なり重複放送となる。
RF側が制作担当の場合、実況アナウンサー・巨人側のベンチリポーターはRFのアナウンサーが、対戦相手のベンチレポーターはその球団の地元にあるJRN系列局のアナウンサーが担当するのを基本とした。またJRNから巨人ビジター戦をネットした場合はRFからはリポーターは出さなかった。
尚、JRNナイター枠から外れる土日については、JRN側の局はローカル中継もしくはJRN各局の個別ネットの扱いとなるが、RFへのネットは行わなれず、巨人主催試合についてもTBSがJRN各局への裏送りもしくは自社制作への協力を行う。
「巨人 vs 中日」については、上記のとおりGBSとCBCのサービスエリアの重複での干渉を避けるという点を踏まえ、RF制作のものをJRNナイターの扱いとせず、従来通りGBS・CRKとの3局ネットとして、JRNナイターはTBSの制作とした。
2017年には一部の日程でRFの巨人主催ゲームやJRN系列局制作の巨人ビジターゲームをRFで本番、TBS-JRNで第1予備として、本番カードにTBSまたは系列局制作の裏カードを組み込む例が発生しているが、TBS-JRNでの本番カードが屋外開催の中日が関与する試合（CBC自社制作の浜松・北陸などでの主催試合を含む）やCBCに放送権のない「ヤクルト vs 中日」の裏カードの場合、当該カードをCBCが放送し、かつGBSがネット受けするRFやJRN系列局の巨人戦をそのまま予備カードとして組み込むため、巨人戦が予備から昇格するとCBCとGBSで同一の中継が放送される可能性が発生した。
なお、ABC/MBSが「巨人 vs 阪神」を放送する場合は、局側の都合で在阪局からの派遣をしない場合を除いてTBS・ニッポン放送・文化放送のいずれかの技術協力 の自社乗り込み放送が基本となるため、RFナイターを流すことは少なかった。また、「マリーンズナイター」の予備カードでもJRNナイターが編成されるようになった。

### TBSのナイター放送撤退以降
TBSは2017年（平成29年）シーズンを最後にナイター放送を完全廃止したため、2018年（平成30年）シーズンは主にJRN単独加盟の地方局との関係がむしろ強化される方向になった。
CBCラジオとの間では、RF発で「巨人 vs 中日」のCBCへのネットが新たに行われることになった。さらに、RFが『競馬実況中継』を優先して放送しない「巨人 vs 中日」の土日デーゲームも、制作協力がTBSからRFに全面的に移管された。

またぎふチャンに中日新聞社が資本参加するなど諸情勢の変化を受けて、中日戦に関するぎふチャンへのネット制限が撤廃された。RF制作巨人主催試合は2018年4月3日 - 5日の3連戦からぎふチャンへのネットが行われることになった。これにより中京圏ではCBCラジオとぎふチャンの2局でラジオ日本発の同一の実況が流れることになる。逆に中日主催ゲームで長年続いてきたCBC発RF・CRKへの裏送りも廃止され、『ドラゴンズナイター』本番のネット受けに変更。CBCとラジオ日本はそれまでのTBSに代わるプロ野球中継の局間ネットを確立、密接な関係となった。
ニッポン放送・文化放送の巨人主催試合放送再参入後、1995年10月8日の「巨人 vs 広島」デーゲームのネット受けを最後に野球中継での関係がほとんどなくなっていたRCCに対しても、2016年からは「巨人 vs 広島」祝日デーゲームのRF発ネット受けが、2018年は乗り込み制作時の制作協力が、2019年からはRF発の裏送りネットが始まった。
コロナ禍の2020年シーズンから、「巨人 vs 阪神」で土曜・日曜のデーゲームをABCラジオに、月曜の試合（デーゲーム・ナイター問わず）をMBSラジオにRFからの裏送りとして放送することがある。土・日曜の巨人主催デーゲームではCBC・RCC以外にABCへも放送ブース提供や技術スタッフ派遣などの制作協力を行うことがある。

HBCもセ・パ交流戦における巨人戦や日本ハムのゲームが元からない場合などの中継カードとしてRF制作の中継をネット受けする場合がある。なお、GBS・CRK以外のネット局にもエンディングテーマが流れるようになった。
2020年シーズン以降は放送回数の減少が続いており、地方開催の巨人主催試合の放送が激減したほか、2021年以降東京ドーム開催試合でも多くのクロスネットがNRNナイターを受ける金曜日や、ぎふチャンでの放送自体がない火、水曜を中心に放送されなくなってきており、年間30試合を下回ることも珍しくなく、巨人主催であってもカードによっては平日はNRN系独占、土・日・祝日（デーゲーム）に至っては関東では全く放送されない試合も多く発生している。

かつ、パシフィック・リーグのカードやセ・パ交流戦（巨人主催試合を含む）については、同じくJRN系列局と提携することになった『ライオンズナイター』の文化放送と西武戦を中心に本番および予備カードを適宜調整することになる（一例、2021年6月1 - 3日の「巨人 vs 西武」は文化放送が中継権利を取得して放送し、RFラジオ日本は権利取得と放送を見送った。ニッポン放送もNRN全国中継本番カードとして放送した。）。
2018年のビジターゲーム放送

セ・リーグについては中日戦のみ、CBCラジオ発のネット受けを継続し、それ以外のカードは放映権の関係上元から放送できないヤクルト戦を含め、本番カードとしての放送を行わない。ただし、「阪神 vs 巨人」は7月17・18日に朝日放送ラジオ制作の非NRN扱い分を『マリーンズナイター』「ロッテ vs 楽天」（17日のみ東北放送にネット）の第1予備カードとしてのみ編成した（第2予備カードはCBCラジオ制作の「中日 vs 広島」。17日の東北放送は、RKB毎日放送の「ソフトバンク vs 西武」〈文化放送にもネット〉を独自に予備設定）。セ・パ交流戦の巨人ビジター戦（2018年はソフトバンク・オリックス・ロッテ戦が該当）については、ソフトバンク戦のみRKB毎日放送からのネット受けを行う。ビジターゲームのネットを継続した2局はJRN単独加盟局である。
2019年の放送

JRN系列局との連携を再度拡大し、CBCラジオの「中日 vs 巨人」、朝日放送ラジオまたは毎日放送（いずれかの非NRN担当曜日）の「阪神 vs 巨人」の一部試合をネットする。予備カードはJRN系列局制作の他球団主催試合（CBCラジオの中日〈TBSラジオ技術協力のDeNA主催を含む〉、北海道放送の日本ハム、東北放送の楽天〈火曜以外はJRN系列局向け裏送り分〉、RKB毎日放送のソフトバンク）を編成する。
2019年開幕戦の「広島 vs 巨人」はラジオ日本が中国放送の技術協力で自社制作したが、それ以降の「広島 vs 巨人」は放送していない。セ・パ交流戦の巨人ビジター戦（2019年は日本ハム・楽天・西武戦が該当）については、「日本ハム vs 巨人」のみ北海道放送からネット受けを行った。また、巨人が地方の屋外球場で主催試合を行う際にも、同様に予備カードを設定するが、この場合は朝日放送ラジオまたは毎日放送の阪神戦（朝日放送ラジオ制作分についてはTBSラジオ技術協力のDeNA主催を含む）も対象となる。また巨人がセ・リーグ優勝したことで、同年の日本シリーズ第3戦(東京ドーム)のみを自社制作した。
2020年の放送
2020年は新型コロナウイルスの影響でプロ野球の開幕が延期されることになったが、当初の日程においてプロ野球中継を放送予定であった日においては、「60TRY部」等に切り替えずにレインコート番組「ジャイアンツナイタースタジオ特集・麻布台スタジアム」を放送していた。その後、試合日程を組み直したうえで開幕日が6月19日に設定され、同日から本番組がスタートしたが、「麻布台スタジアム」を含めたスポンサーセールスならびに「60TRY部」との放送回数配分の関係で、予め設定された中継本数の範囲内で放送スケジュールが組まれている。このため、巨人のビジターゲーム中継のネット受けも7月の「阪神 vs 巨人」3試合（ABC制作）、「中日 vs 巨人」2試合（CBC制作）のみと最小限に抑えているうえ（実際には「阪神 vs 巨人」のうち2試合は中止となる一方、巨人非関与の中日戦3試合を予備補充でCBCからネット）、巨人主催試合も含めた土・日・月曜の試合中継も見合わせている。8月以降は火 - 金曜開催の巨人主催試合のみの中継となり、10月15日の対広島戦を以って同年度の中継を打ち切ったが、平日の東京ドームでの試合で巨人優勝決定の可能性がある場合には特番として中継を追加することがアナウンスされ、実際に10月30日 の「巨人 vs ヤクルト」を迎えた時点で巨人は優勝マジックを「1」としていたことから中継を実施。同日に巨人の優勝が決定した。また、同年の日本シリーズは前年と異なり放送されなかったため、前述の10月30日の中継を持って2020年の中継を終えた。
2021年の放送
2021年度はRF・CRKでの放送が、延期された2020年東京オリンピックの関係でペナントレースが7月15日 - 8月11日まで長期中断が発生したことや、巨人主催試合においても、基から地方球場で予定されていた試合についてのRF製作の放送を実施しなかった こと、ビジターカードのネット受けの大幅削減など、編成方針の大幅な変更に伴い、39試合のみの放送にとどまった。
2022年以後の放送
2022年度は、RF・CRKでの巨人戦の放送本数は東京ドームでの主催試合を中心とした31試合と大幅に減り、巨人主催試合は地方開催分はおろか東京ドームでの開催分、さらにビジターでもこれまで頻繁に放送されていたCBC発の「中日 vs 巨人」、ABC（火-木）/MBS（金）発による「阪神 vs 巨人」のうち大半の試合が事実上放送されなくなった。
2023年度は放送試合が減少し27試合のみとなった。またぎふチャンラジオでは、木・金曜については予備番組が3局共通となったことにより、原則RFで中継がある場合はネットするようになったが、替わりに火・水曜については6月までの中継予定が全くない状況となっている。
また基から中継が組まれていない日の予備番組は、これまでRF・CRK・GBSとでそれぞれ別々に編成していたが、2022年は引き続き自社での別編成を継続するGBS以外の2局は、予備番組の編成を13年ぶりに常時共有化し、火・水・土曜日はRF製作の「60TRY部」（火・水曜日）、「タブレット純 音楽の黄金時代」（土曜日）をCRKに、木・金曜日は逆にCRK製作の「KOBE JAZZ PHONIC RADIO」（木曜日）、「アナログ・コネクション」（金曜日）と、「レコード・アーカイブス」（木・金曜日両方）をRFにネットする。2023年からは木・金曜についてはGBSでもCRKの番組を編成 することになった。
また、2022年度を以ってTBSラジオが横浜DeNA主催試合の地方系列局向け裏送り放送を事実上終了したことから（ビジター側の系列局が自社乗り込みを行う場合の技術協力と放送ブースの管理は継続）、一部のJRN系列局向けにDeNA主催試合の裏送りを行う試合が発生する。その最初の実例は2023年5月3日・5月4日の広島戦を中国放送向け に裏送りを行った（3日：解説・岡島秀樹、実況・細渕武揚、4日：解説・ギャオス内藤、実況・槇嶋範彦）。2024年までの時点では中国放送向けのデーゲーム中継（平日・週末を問わず）のみ実例がある

2023年6月15日（木曜日）の「巨人 vs 西武」は、ラジオ日本に加えてニッポン放送（NRN全国中継本番）・文化放送も関東地区での並列放送を行うため、JRN各局（クロスネット局の朝日放送ラジオを含む）の予備編成では文化放送とラジオ日本のいずれかを選択することが可能だったが、関東地区のスペシャルウィークに該当していたため文化放送は『ライオンズびいき』を徹底して自社単独で制作・放送することにし、朝日放送ラジオは自社制作の「阪神 vs オリックス」の予備にラジオ日本制作分を選択。JRN各局はCBCラジオ制作の「中日 vs ロッテ」（北海道放送はオフチューブ実況で自社制作の「DeNA vs 日本ハム」の第1予備に編成、「ヤクルト vs ソフトバンク」がNRN独占のため中継できないRKB毎日放送は本番として放送）を選択していた。これ以降、朝日放送ラジオ・MBSラジオが非NRN担当日に東京ドームの巨人主催試合をネット受けもしくは予備カードに選択した場合にラジオ日本が中継を制作、自社とCRKで放送するというケースが増えている。
2024年度は27試合の放送を予定している。4月23日開催の中日戦は巨人主催の地方開催としてひたちなか市民球場で開催され、CBCラジオが25日までの3連戦をネット受けることを考慮して、その試合は放送されたが、中止になった場合の予備カードとして、第1位に朝日放送ラジオ制作（TBSラジオ協力）のDeNA対阪神戦、第2位に東北放送制作の楽天対日本ハム戦が設定されていた。
また、2024年はセ・パ交流戦の「巨人 vs ソフトバンク」をRKB毎日放送がネット受ける場合でもラジオ日本が中継を制作した。なお、この年は巨人が優勝し2019年以来の巨人主催のクライマックスシリーズが開催されたが、ラジオ日本はいずれの試合も中継を見送った。

## レインコート番組
以前は放送予定カードが雨天中止となった場合、ラジオ日本で放送できる範囲内の試合（ヤクルト主催試合以外。かつてはヤクルト・横浜主催試合以外が対象だった）であれば予備カードの補充が行われ、予備カードが全部中止となった場合に「ナイタースタジオ特集」を放送していたが、2007年 - 2014年は他に試合予定があっても予備カードはシーズン終盤の極わずかな例外以外原則設定していなかった。

荒天等による中継予定カードの中止時、TBSナイター中継撤退後も個別に提携関係を続けるJRN系列局から予備試合がネットできる場合は予備試合を設定するが、そうでない場合、あるいは元々巨人戦の開催予定がない日、巨人戦ビジターゲームの放送をしない・できない試合、および土曜・日曜の巨人ビジターゲームなどの場合に「ナイタースタジオ特集」を放送する。なお、『60TRY部』がスタートした2014年10月改編以降は初めから試合がない、またはRFが諸般の事情で中継を見送った場合は定時番組の放送が優先となり、厳密な意味でのレインコート番組は屋外球場での雨天中止時に限定されている。
| 曜日 | RFラジオ日本                                                      | RFラジオ日本                                                                            | ぎふチャンラジオ | ぎふチャンラジオ                                      | ラジオ関西 | ラジオ関西                                            | 備考 （注参照） |
| 曜日 | 基から放送がない日                                                | ナイター中継中止の日                                                                    | 基から放送がない日 | ナイター中継中止の日                                  | 基から放送がない日 | ナイター中継中止の日                                  | 備考 （注参照） |
| ---- | ----------------------------------------------------------------- | --------------------------------------------------------------------------------------- | --- | ----------------------------------------------------- | --- | ----------------------------------------------------- | --------------- |
| 火   | 18:00 - 21:00 60TRY部                                             | 17:55 - 21:00 ジャイアンツナイター・ 麻布台スタジアム 当番組実況アナウンサーの 持ち回り | （通常番組） | （通常番組）                                          | 18:00 - 21:00 60TRY部 （RFラジオ日本よりネット）                                                                                    | 17:59 - 21:00 ジャイアンツナイター・ 麻布台スタジアム | [ 注 56 ]       |
| 水   | 18:00 - 21:00 60TRY部                                             | 17:55 - 21:00 ジャイアンツナイター・ 麻布台スタジアム 当番組実況アナウンサーの 持ち回り | （通常番組） | （通常番組）                                          | 18:00 - 20:00 青春ラジメニア（再放送） 20:00 - 20:50 神戸新開地・喜楽館 内海英華のラジ関寄席 （再放送） 20:50 - 21:00 名曲 街のうた | 17:59 - 21:00 ジャイアンツナイター・ 麻布台スタジアム | [ 注 56 ]       |
| 木   | 18:00 - 21:00 efitプレゼンツ ウィークリー・バースデー・ランキング | 17:55 - 21:00 ジャイアンツナイター・ 麻布台スタジアム 当番組実況アナウンサーの 持ち回り | 17:57 - 18:00 インフォメーション 18:00 - 20:30 KOBE JAZZ-PHONIC RADIO （ラジオ関西よりネット） 20:30 - 21:00 レコードアーカイブス （ラジオ関西よりネット）           | 17:57 - 21:00 ジャイアンツナイター・ 麻布台スタジアム | 18:00 - 20:30 KOBE JAZZ-PHONIC RADIO 20:30 - 21:00 レコードアーカイブス                                                             | 17:59 - 21:00 ジャイアンツナイター・ 麻布台スタジアム | [ 注 56 ]       |
| 金   | 18:00 - 21:00 60TRY部                                             | 17:55 - 21:00 ジャイアンツナイター・ 麻布台スタジアム 当番組実況アナウンサーの 持ち回り | 17:57 - 18:00 インフォメーション 18:00 - 20:30 アナログ・コネクション （ラジオ関西よりネット） 20:30 - 21:00 カントリーミュージックトラベル （ラジオ関西よりネット） | 17:57 - 21:00 ジャイアンツナイター・ 麻布台スタジアム | 18:00 - 20:30 アナログ・コネクション 20:30 - 21:00 カントリーミュージックトラベル                                                   | 17:59 - 21:00 ジャイアンツナイター・ 麻布台スタジアム | [ 注 56 ]       |

### 過去

#### 1970-80年代
- 1979年　「広川太一郎の歌謡ジャイアンツナイター」（「全国的に歌謡曲」「ザ・ビッグショー」「トニーのおしゃべり歌謡曲」)[24]
- 1980年　「独占!!オールスタースペシャル」（「パーソナリティースペシャル」「バラエティースペシャル」「アグネス・チャンのYou&Me」）[25]
- その後「ジャイアンツ（ミュージック）スタジアム」（「レッツゴー・ジャイアンツ」<プロ野球情報や他休場の試合経過　第1部=ここだけは生放送だった>と洋楽・邦楽番組1時間ずつ、のちにプロ野球情報、メジャーリーグ紀行、V9ポップファイル<巨人軍9連覇時代のポップス音楽を放送するもの>や、音楽番組（第二部）・過去の名選手の紹介（第三部））を組んだこともあった。
1987年ごろから、月曜日のナイター開催が縮小されたため、月曜日のナイターは巨人戦開催日を中心とした不定期放送となる。その後ラジオ関西は月曜日は定時番組編成を優先するため、巨人戦の有無にかかわらずナイターの放送を廃止した[26]

#### 2005・06年度
- 「ギャオス内藤のGIANTS RADIO」。
2005年のみ、CRKでの日曜日の放送を定時番組「長野祐也の政界キーパーソンに聞く」の枠確保（当時17:55-18:25）のため、18:25からの飛び乗りに変更（デーゲーム録音中継でも例外なし）。
2006年から、CRKでの週末の放送については定時番組編成を強化する観点から、土曜日は廃止（巨人戦ナイターの有無に関係なく中継なし）、日曜日は不定期化（巨人対阪神のナイター試合＜東京ドーム・甲子園の別を問わず＞に限り19:00-21:20まで、かつ延長なしで放送）。

#### 2007年度
- 第1部:だからプロ。ジャイアンツプライド（17:55-19:30　出演・ギャオス内藤）
- 第2部:時代と曲のアンソロジー 魔球の時間（19:30-21:30）
ラジオ日本以外のネット局は21:00で終了。
CRKについては、この年より日曜日も巨人戦の有無に関係なく放送廃止となったため、週末のナイター放送から撤退した。

#### 2008年度
全時間を「The Golden 50s」という統一したテーマをつけた。RFラジオ日本開局50年記念という位置づけでこの表題にした。
- 第1部「ジャイアンツプライド」（17:55-20:00）
  - 「ジャイアンツ・トゥディー」（19:00まで）と、「50の巨人伝説」（19:00から）の2本立てで、前半はその日のプロ野球の結果・経過、巨人の話題などを送る。後半は巨人軍の歴史に残る名勝負・名選手にスポットを当てる。
- 第2部「とびだせ50曲」（20:00-21:00）
  - 毎回あるジャンル・テーマに沿って50にちなんだ音楽の数々（ある歌手のベスト50曲、あるジャンルのベスト50曲、50代歌手など）を放送する。

#### 2009年度
ナイターオフシーズンで放送していた「マガジン」番組を編成。
- 火曜日～金曜日
  - 第1部「ギャオス内藤のオトナのスポーツマガジン」（17:55-19:00）
    - ギャオス内藤をメインパーソナリティにその日のプロ野球・スポーツの結果・経過、巨人の話題等。

  - 第2部「くず哲也のオトナのスポーツマガジン」（19:00-21:00（ラジオ日本のみ19:00-21:30））
    - くず哲也をメインパーソナリティーにスポーツの話題から鉄道趣味「鉄の時間」、日本語に関する話題「国語の時間」、流行の話題「ナウい・イマい・トレンディ」、ミニラジオドラマ等。
- 土曜日
  - 「サタデースポーツマガジン」（17:55-21:00）
    - その日のプロ野球・スポーツの結果・経過、翌日の中央競馬予想、巨人の話題等。パーソナリティーはジャイアンツナイターのラジオ日本実況陣から任意の二人。
- 日曜日
  - 「前田幸長のサンデースポーツマガジン」（17:55-21:00）
    - 前田幸長をメインパーソナリティにその日のプロ野球・スポーツの結果・経過、プロ野球の話題、リスナーからのプロ野球に関する質疑応答等。

#### 2010年度・2011年度
この年から変革された事項
- ラジオ関東時代より続いていた2部制(一時は3部制)が完全に撤廃される。

（但し6月放送分から内部的に2部制復活）
- 長年第1部ナイターナビゲーターを続けてきたギャオス内藤が降板する。
- ラジオ関西のみ、中継カードの無い場合はローカル番組を編成する（2010年は火曜日・木曜日に限り実施。火曜日・木曜日については、巨人戦デーゲームの録音放送となった場合や、「ラジオ日本マリーンズナイター」となる場合も同様の措置だが、水曜日・金曜日は2011年も含め、デーゲーム録音放送や「マリーンズナイター」もネット受けする）。但し当初放送される予定の試合が中止の場合は従来通りラジオ日本からの番組をネットする。
- ラジオ日本で21:00～21:30に放送されるクッションプログラムは、中継予定試合中止時のみ「ジャイアンツ・タイムズ」を放送。それ以外の場合は「ザ・流行歌」を放送。
- 「応援ラジオ・どんまい!」（平日、17:55-21:00）
  - 放送作家の東海林桂（2010年度のみ出演）をメインパーソナリティーに据え、不特定のラジオ日本実況アナウンサーが務める『ナイターナビゲーター』を進行役にスポーツの話題から鉄道趣味「鉄道くらぶ・臨時運行」(東海林はラジオ日本・土曜日21:30の「鉄道くらぶ」のパーソナリティーでもある)、音楽特集等。
  - 6月から17:55～19:30をナイターナビゲーターのみ出演でスポーツの話題を取り上げる「どんまい!スポーツ」、19:30～21:00を東海林とナイターナビゲーターで文化的な話題と音楽特集を取り上げる「どんまい!エンタメ」の二部構成にリニューアルした。但し番組タイトルは全編通して「応援ラジオ・どんまい!」としている。
  - 2011年度は「スポーツ」「エンタメ」の二部構成を維持するが、「どんまい!エンタメ」のパーソナリティーはくず哲也と中川ちひろに変更。

ラジオ関西のみの予備番組（ナイター放送予定がない日）
（2010年度）
- 火・木曜17:55-19:00　時間です!林編集長（第2部）
- 火曜日19:00-21:40　木村三恵のアイドルパラダイス
- 木曜日19:00-21:40　ジャズライブinソネ

※水・金曜日はラジオ日本の番組をネット
（2011年度）
- 火・木曜17:55-19:00　時間です!林編集長（第2部）
- 火曜日19:00-21:40　夜のピンチヒッター
- 木曜日19:00-21:40　ジャズライブinソネ
- 水曜・金曜17:55-21:00　まるスポ!（ウェンズデー・フライデー）（ラジオ日本・ぎふチャンの放送カードがない日のみ。左記2局が巨人戦以外を含めたナイターの試合を放送する場合はナイターor雨天予備番組を放送）
- 同21:00-21:40　名曲CDスペシャル（同上）（洋楽特集番組）

以下はラジオ関西では定時番組のため放送せず
- 「応援ラジオ・どんまい!サタデー」（2010年土曜のみ、17:55-21:00）
  - その日のプロ野球・スポーツの結果・経過、翌日の中央競馬予想、巨人の話題、ゲストを迎えてのトーク等。パーソナリティーは内藤博之もしくはラジオ日本実況アナウンサー。東海林氏は出演しない
- 「デンリク3G」（2010年日曜のみ、17:55-21:00・ぎふチャンは17:55-20:55）
  - 「全国推定1200万人の潜在的デンリクファンに贈る」と題し、鈴木ダイをメインパーソナリティに据え、音楽ジャンルを洋楽に限定して電話・電子メール・FAXでリクエストを募り、応える番組。
- 「山本さゆりのミュージックパーク」（2011年度土曜・日曜17:55-21:00）
  - シンガーソングライター・洋楽評論家の山本さゆりが往年のポップスヒット曲を選曲して紹介する音楽番組

#### 2012年度
- 火-金曜[27]
  - 17:55-19:30　鈴木淑子のお気に召すまま（ナイターが元から放送される予定がない日のみ）
  - 19:30-21:30　くず哲也のどんまい!!（ナイターが雨天中止である場合は17:55-21:00）

※ラジオ関西は巨人が関与しない試合のネット受けは金曜のみ[注 57] とし、火-木曜は当初から試合がないか（あるいは中継の予定が組まれていないか。この場合は金曜も該当）、あるいは巨人が関与しない試合と、巨人戦であってもデーゲームの録音中継をRF/GBSが中継する日である場合は自社制作の別の予備番組の放送となった。

ラジオ関西のみの予備番組（ナイター放送予定がない日）
- 火・水・木曜17:55-19:00　時間です!林編集長（第2部）
- 火曜日19:00-21:40　夜のピンチヒッター
- 水曜日19:00-21:40　ジャズライブinソネ
- 木曜日19:00-21:40　木村三恵のアイドルパラダイス
- 金曜日17:55-21:00　まるスポ!フライデー（ラジオ日本・ぎふチャンの放送カードがない日のみ。左記2局が巨人戦以外を含めたナイターの試合を放送する場合はナイターor雨天予備番組を放送）
- 同21:00-21:40　名曲CDスペシャル（同上）

以下はラジオ関西では定時番組のため放送せず
- 土曜17:55-21:30　全米トップ40 THE 80'S
- 日曜
  - 17:55-19:30　松永二三男の夕ラジ
  - 19:30-21:00　流行歌最前線

#### 2013年度
- 火-金曜17:55-21:00　僕も私もジャイアンツナイター[28]
  - パーソナリティーは火曜がくず哲也、水-金曜はラジオ日本アナウンサーが持ち回りで担当。

※ラジオ関西はこの年から金曜日も含めて巨人が関与しない試合を一切ネット受けしなくなった（また従来通り、ヤクルト戦、および週末にかかる試合や一部の交流戦におけるビジターでの放送できない試合についてもネットしない）。そのため、上記番組も試合中止でない限り放送されなくなった。なお、ナイターが元から放送されない日の独自の予備番組は2012年度に同じ。

以下はラジオ関西では定時番組のため放送せず
- 土曜17:55-21:30　全米トップ40 THE 80'S（2013年10月より20:00終了に短縮）
- 日曜17:55-21:00　宮川賢の日曜!えぴきゅりあん

#### 2014年度
- 火-金曜17:55-21:00　（ナイター中継が元から予定されていない日）激闘!麻布台スタジアム[29]
  - 火曜　加藤多佳子
  - 水曜　遠藤みちスケ
  - 木曜　内藤博之
  - 金曜　くず哲也
- 同　（ナイター放送予定カードが中止の場合）ジャイアンツナイター・麻布台スタジアム
  - 当番組実況アナウンサーの持ち回り

※ナイターが元から放送されない日のラジオ関西独自の予備番組は2012年度に同じ。
以下はラジオ関西では定時番組のため放送せず
- 土曜17:55-20:00　全米トップ40 THE 80'S
- 同20:00-21:00　中央競馬的中戦隊☆アテルンジャー
- 日曜17:55-21:00　宮川賢の日曜!えぴきゅりあん

#### 2015・16年度
- RFは基からナイターがない場合は、以下を放送。
  - 月-金曜は2017年に同じ。
  - 土曜は17:55-20:00 三波豊和の歌うラジオ、20:00-21:00 中央競馬的中戦隊☆アテルンジャー。
  - 日曜は17:55-20:00 全米トップ40 THE 80'S、20:00-21:00 クリス松村の「いい音楽あります。」
- GBSはRFが基からナイターがない、もしくは雨天中止のときはRFの番組をそのまま放送。RFが中日対巨人戦、もしくは巨人戦以外のカードを放送した場合に限り「ダッシュ一番歌謡曲」を自社放送（以上2015年。2016年は2017年に同じ。）。
- CRKはRFが基からナイターがない、または巨人戦以外のナイターを放送する場合、以下を自社放送。（2015年。2016年は2017年に同じ。）
  - 火曜日　木村三恵のアイドルパラダイス
  - 水曜日　ジャズライブコレクション（月1回「ジャズライブinソネ」）
  - 木曜日　名曲ラジオ三浦紘朗です（月1回「角座演芸アワー〜道頓堀から生放送!〜」）
  - 金曜日　まるスポ!フライデー

#### 2017年度
- RFは基からナイターがない場合は2018年に同じ。
- GBSはRFが基からナイターがないときはRFの番組をそのまま放送。RFが中日対巨人戦、もしくは巨人戦以外のカードを放送した場合、放送予定試合が中止になった場合、また土日のナイター中継を廃止したため土日にRFがナイターを放送する場合は差し替えて「GO!GO!ミュージックナイター」を自社放送。（土日の差し替えを除いて2016年も同様。）
- CRKはRFが基からナイターがない、または巨人戦以外のナイターを放送する場合、以下を自社放送。（2016年も同様。）
  - 火曜日　KOBE JAZZ-PHONIC RADIO
  - 水曜日　木村三恵のアイドルパラダイス
  - 木曜日　名曲ラジオ三浦紘朗です
  - 金曜日　夜のピンチヒッター
- GBS・CRKともに地方球場主催試合を中心に巨人ホームの一部試合も差し替えて自社番組が放送されることもあった（差し替え試合はGBS・CRKで異なる。2016年も同様。）。

#### 2018年度
- RF・GBSは2019年（GBSは2019年6月まで）に同じ。
- CRKは基からナイターがない場合は木曜日が「特別番組」として編成（「木村三恵のアイドルパラダイス」はこの枠内で月1回程度放送）された以外は2019年に同じ。

#### 2019年度
- RFは基からナイター中継がない場合は2021年に同じ。
- GBSは基からナイター中期絵がない火 - 金はNine oh! for youを編成[注 58]。土日にRFがナイター中継を行う場合の差し替え番組が6月までGO!GO!ミュージックナイター、7月以降ぎふチャン Music Sharingとなった。
- CRKは基からナイターがない場合の、2020年の18:00 - 20:30枠の番組は木曜日に「木村三恵のアイドルパラダイス」を編成した以外は2020年に同じだが、2019年は18:00 - 21:00の枠で放送した。

#### 2020年度
- RFは基からナイターがない時は原則2021年と同じだが、新型コロナウィルスの影響により開幕の大幅に変更された関係で、当初日程で巨人戦の放送が行われるはずだった日に「ナイタースタジオ特集・麻布台スタジアム」に差し替えた日があった。
- GBSは2022年と同じ
- CRKは開幕日が決定するまでは暫定的にRFで「麻布台スタジアム」が放送されていても、ナイター中継が元から予定されていない日に準じて、下記の番組を放送した。
  - 18:00 - 20:30
    - 火曜日　『KOBE JAZZ-PHONIC RADIO』
    - 水曜日　『名曲ラジオ三浦紘朗です』
    - 木曜日　『アスキングライフのアスキングライブ』
    - 金曜日　『アナログ・コネクション』

  - 20:30 - 21:00
    - 火 - 木曜日 『名曲 街のうた』
    - 金曜日
      - 7月24日まで『レコード・アーカイブス』
      - 8月7日から『山口かおる・石川敏男のオトナの世界』（火曜 21:00 - 21:30の定時放送枠から放送枠移動）

#### 2021年度
- RFは平日は4曜日とも「60TRY部」を放送。
- GBSは平日は2022年と同じ
- CRKは曜日・時間帯別にさまざまな番組を放送（別時間に放送された番組の再放送を含む）したため、『ラジオ関西ジャイアンツナイター』の記事を参照。

#### 2022年度
- 「ナイター中継中止の日」に当たる事例は発生しなかった。

| 曜日 | RFラジオ日本                                                                                           | ぎふチャンラジオ                                                                  | ラジオ関西                                                              | 備考 （注参照） |
| 曜日 | 基から放送がない日                                                                                     | 基から放送がない日                                                                | 基から放送がない日                                                      | 備考 （注参照） |
| ---- | --- | --------------------------------------------------------------------------------- | ----------------------------------------------------------------------- | --------------- |
| 火   | 18:00 - 21:00 60TRY部                                                                                  | 17:57 - 18:00 インフォメーション 18:00 - 21:00 スインギー奥田の音のソムリエ       | 18:00 - 21:00 60TRY部 （RFラジオ日本よりネット）                        | [ 注 60 ]       |
| 水   | 18:00 - 21:00 60TRY部                                                                                  | 17:57 - 18:00 インフォメーション 18:00 - 21:00 小沢典子のコットンタイム           | 18:00 - 21:00 60TRY部 （RFラジオ日本よりネット）                        | [ 注 60 ]       |
| 木   | 18:00 - 20:30 KOBE JAZZ-PHONIC RADIO 20:30 - 21:00 レコードアーカイブス （ともにラジオ関西よりネット） | 17:57 - 18:00 インフォメーション 18:00 - 21:00 三輪一登のトワイライトミュージック | 18:00 - 20:30 KOBE JAZZ-PHONIC RADIO 20:30 - 21:00 レコードアーカイブス | [ 注 60 ]       |
| 金   | 18:00 - 20:30 アナログ・コネクション 20:30 - 21:00 レコードアーカイブス （ともにラジオ関西よりネット） | 17:57 - 18:00 インフォメーション 18:00 - 21:00 スインギー奥田の音のソムリエ       | 18:00 - 20:30 アナログ・コネクション 20:30 - 21:00 レコードアーカイブス | [ 注 60 ]       |

#### 2023年度
| 曜日 | RFラジオ日本                                                                                           | RFラジオ日本                                                                            | ぎふチャンラジオ | ぎふチャンラジオ                                      | ラジオ関西                                                                                        | ラジオ関西                                            | 備考 （注参照） |
| 曜日 | 基から放送がない日                                                                                     | ナイター中継中止の日                                                                    | 基から放送がない日 | ナイター中継中止の日                                  | 基から放送がない日                                                                                | ナイター中継中止の日                                  | 備考 （注参照） |
| ---- | --- | --------------------------------------------------------------------------------------- | --- | ----------------------------------------------------- | ------------------------------------------------------------------------------------------------- | ----------------------------------------------------- | --------------- |
| 火   | 18:00 - 21:00 60TRY部                                                                                  | 17:55 - 21:00 ジャイアンツナイター・ 麻布台スタジアム 当番組実況アナウンサーの 持ち回り | 17:57 - 18:00 インフォメーション 18:00 - 18:30 鷲崎健・橋本和 王様とラッパ （ラジオ関西よりネット） 18:30 - 21:00 仕事のあとのラジオGYM                    | 17:57 - 21:00 ジャイアンツナイター・ 麻布台スタジアム | 18:00 - 21:00 60TRY部 （RFラジオ日本よりネット）                                                  | 17:59 - 21:00 ジャイアンツナイター・ 麻布台スタジアム | [ 注 63 ]       |
| 水   | 18:00 - 21:00 60TRY部                                                                                  | 17:55 - 21:00 ジャイアンツナイター・ 麻布台スタジアム 当番組実況アナウンサーの 持ち回り | 17:57 - 18:00 インフォメーション 18:00 - 18:30 純烈 スーパー銭湯!! （かしわプロダクション制作） 18:30 - 21:00 仕事のあとのラジオGYM                        | 17:57 - 21:00 ジャイアンツナイター・ 麻布台スタジアム |                                                                                                   | 17:59 - 21:00 ジャイアンツナイター・ 麻布台スタジアム | [ 注 63 ]       |
| 木   | 18:00 - 20:30 KOBE JAZZ-PHONIC RADIO 20:30 - 21:00 レコードアーカイブス （ともにラジオ関西よりネット） | 17:55 - 21:00 ジャイアンツナイター・ 麻布台スタジアム 当番組実況アナウンサーの 持ち回り | 17:57 - 18:00 インフォメーション 18:00 - 20:30 KOBE JAZZ-PHONIC RADIO （ラジオ関西よりネット） 20:30 - 21:00 レコードアーカイブス （ラジオ関西よりネット） | 17:57 - 21:00 ジャイアンツナイター・ 麻布台スタジアム | 18:00 - 20:30 KOBE JAZZ-PHONIC RADIO 20:30 - 21:00 セケンテー/ぼくらは囚われない                  | 17:59 - 21:00 ジャイアンツナイター・ 麻布台スタジアム | [ 注 63 ]       |
| 金   | 18:00 - 20:30 アナログ・コネクション 20:30 - 21:00 レコードアーカイブス （ともにラジオ関西よりネット） | 17:55 - 21:00 ジャイアンツナイター・ 麻布台スタジアム 当番組実況アナウンサーの 持ち回り | 17:57 - 18:00 インフォメーション 18:00 - 20:30 アナログ・コネクション （ラジオ関西よりネット） 20:30 - 21:00 レコードアーカイブス （ラジオ関西よりネット） | 17:57 - 21:00 ジャイアンツナイター・ 麻布台スタジアム | 18:00 - 20:30 アナログ・コネクション 20:30 - 21:00 言ったもん勝ち!だもん （FMヨコハマよりネット） | 17:59 - 21:00 ジャイアンツナイター・ 麻布台スタジアム | [ 注 63 ]       |

#### 2024年度
| 曜日 | 3局共通                                                                                                | 3局共通                                                                                 | 備考 （注参照） |
| 曜日 | 基から放送がない日                                                                                     | ナイター中継中止の日                                                                    | 備考 （注参照） |
| ---- | --- | --------------------------------------------------------------------------------------- | --------------- |
| 火   | 18:00 - 21:00 60TRY部                                                                                  | 17:55 - 21:00 ジャイアンツナイター・ 麻布台スタジアム 当番組実況アナウンサーの 持ち回り |                 |
| 水   | 18:00 - 21:00 60TRY部                                                                                  | 17:55 - 21:00 ジャイアンツナイター・ 麻布台スタジアム 当番組実況アナウンサーの 持ち回り |                 |
| 木   | 18:00 - 20:30 KOBE JAZZ-PHONIC RADIO 20:30 - 21:00 レコードアーカイブス （ともにラジオ関西よりネット） | 17:55 - 21:00 ジャイアンツナイター・ 麻布台スタジアム 当番組実況アナウンサーの 持ち回り | [ 注 66 ]       |
| 金   | 18:00 - 20:30 アナログ・コネクション 20:30 - 21:00 レコードアーカイブス （ともにラジオ関西よりネット） | 17:55 - 21:00 ジャイアンツナイター・ 麻布台スタジアム 当番組実況アナウンサーの 持ち回り |                 |

## 出演者

### 解説者
- 中畑清（ゲスト解説としての初回出演は1997年4月9日の巨人対中日戦 。日本テレビ・BSテレ東解説者兼）
- 柴田勲（1998年 - 。）[注 67]
- 内藤尚行（2000年 - 。「ギャオス内藤」名義で登場。CBCテレビ副音声・J SPORTS・スポナビライブ解説者兼） - ロッテOBの為『マリーンズナイター』の解説も兼任していた。
- 篠塚和典（2004年 - 2005年、2011年 - 。日本テレビ解説者兼）
- 清水隆行（2010年、2017年 - 。日本テレビ・BS-TBS・フジテレビTWO解説者兼）
- 西山秀二（2011年 - 2021年、2024年 - ） - 2021年までMBSラジオゲスト解説者兼のため、関東圏の試合でMBSラジオが自社制作を見送り、かつNRNナイターとならない場合（2020年8月10日のDeNA対阪神戦など）は、ニッポン放送制作裏送り分に出演する場合があった。一方、ラジオ日本制作でも朝日放送ラジオが本番カードとしてネット受けする場合はMBSラジオへの配慮から出演していなかった。
- 岡島秀樹（2019年 - 。日テレジータス・テレビ朝日・NHK BS1MLB中継解説者兼）
- 高橋由伸（2019年 - 2020年はゲスト解説。2021年からレギュラー解説者として出演。読売巨人軍球団特別顧問・日本テレビ解説者兼）

なお、中畑・柴田・須藤・高橋は、ビジター局向けの裏送り中継の担当は行わない。

### 実況アナウンサー・リポーター
ラジオ日本社員・フリーを問わず、野球・競馬兼任のアナウンサーが週末のHBC・CBC・ABC・RCC・RKB向け裏送りを担当する場合、その週の競馬実況中継は休演となる。
ラジオ日本アナウンサー
- 細渕武揚 - 野球・競馬班兼任。
- 矢田雄二郎 - 野球・競馬班兼任。

フリーアナウンサー
- 石黒新平 - 圭三プロ所属、野球専任。2010年を最後にいったん離れていたが、2016年より当番組に復帰。
- 木村季康 - maxキャスティング所属、野球・競馬兼任。2017年までは実況のみの担当であったが、2018年からはベンチリポートも担当。
- 槇嶋範彦 - TCP所属、野球専任。2020年7月3日の『巨人×中日』で本番組実況デビュー[注 69]。
- 飯塚治 - 野球専任。2024年の箱根駅伝でラジオ日本のスポーツ中継に初参加。同年4月12日の『巨人×広島』のベンチリポートで本番組にも初参加。本番組ではベンチリポート専任となっており現時点で公式サイトへの氏名記載はないが、裏送り中継では2024年5月26日のDeNA対広島戦（中国放送への裏送り）を皮切りに実況を担当している。
- 真鍋杏奈 - ホリプロ所属、ベンチリポート専任。2018年4月14日初登場。DeNAまたはロッテ主催広島戦の中国放送への裏送りも担当。

上記の中から若干名は2014年の火曜日-金曜日の雨天中止時の予備番組「ジャイアンツナイター・麻布台スタジアム」を持ち回りで担当する（2013年度は火曜日を除き「僕も私もジャイアンツナイター」も担当）
以下はナイターナビゲーターのみ（全員局アナではなく契約スタッフでの出演）
- 佐藤友美（主に週末を担当）
- 坪内千恵子（2010年度は土曜日のみ）
- 徳武樹里（日曜日のみ）
- 夏川延子（2011年度。主に週末を担当）
- 半田あい（2017年度、主に火曜日を担当）

## 過去の出演者
※「〜バッチリナイター」時代の出演者も含む。

### 過去の解説者
- 青田昇（日本テレビ・テレビ東京・TBSラジオ兼、1978年 - 1981年、1993年 - 1997年）
- 浅野啓司（テレビ朝日兼、1985年 - 1989年）
- 有本義明（TBSラジオ兼）
- 飯島滋弥
- 伊藤光四郎（ラジオ関西兼、1978年 - 1981年）
- 宇野光雄
- 江藤慎一（1978年）
- 江藤省三（NHK BS1兼、1997年 - 2002年）
- 江夏豊（日本テレビ兼、1985年、1991年 - 1992年）
- 大沢啓二（1973年 - 1975年、1985年）
- 鹿取義隆（BS-TBS・TBSチャンネル兼、2004年 - 2017年途中）
- 河村保彦（1973年 - 1977年。ラジオ関東のナゴヤ球場への乗り込み自社制作時に担当）
- 国松彰（1980年、1996年 - 1997年。2013年5月28日の「巨人対ソフトバンク」と同年10月17日の「クライマックスシリーズ 巨人対広島」では「亀屋万年堂会長」の肩書きで単発復帰）
- 黒江透修（日本テレビ・TBSラジオ兼、1979年 - 1980年）
- 児玉利一
- 小林聖始（日本テレビ・広島テレビ兼、1997年 - 2004年）
- 駒沢悟（1987年 - 1996年。出演当時スポーツ報知記者。現：スポーツジャーナリスト）
- 佐藤道郎（1990年）
- 杉山悟（TBSラジオ兼、1981年）
- 須藤豊（2005年 - 2020年。ただし、2025年時点でも番組公式サイトに氏名が記載されている）
- 関本四十四（1992年 - 2003年、2006年 - 2019年）
- 高田繁（日本テレビ兼、1993年 - 1995年、2002年 - 2004年）
- 高木益一（1976年 - 1982年。出演当時スポーツニッポン記者。主に巨人戦非開催および権利上中継不可能な時に編成のパ・リーグのカードに出演）
- 高橋一三（1997年 - 2001年。2006年 - 2008年)
- 高橋直樹（日本テレビ兼、1987年 - 1992年）
- 高橋尚成（日本テレビ副音声・BS日テレ・日テレジータス・NHK BS1MLB中継・BS-TBS・TBSチャンネル兼、2018年）
- 高橋慶彦（テレビ東京・テレビ大阪兼、1993年 - 1994年）
- 千葉茂
- 土井正三（日本テレビ兼、1981年、1989年 - 1990年、1994年 - 1995年）
- 中村稔（1984年 - 1988年、1993年 - 1996年）
- 新浦壽夫（日本テレビ・福岡放送兼、1993年 - 1997年）
- 沼澤康一郎
- 野村謙二郎（日本テレビ・広島テレビ兼、2006年 - 2009年。2015年にもゲスト解説者として出演）
- 平田翼（野球記者。2003年まで「ジャイアンツ・ウォッチャー」の肩書で出演。2004年は前座番組キャスターをギャオス内藤とともに担当）
- 広岡達朗（1967年 - 1969年、1972年 - 1973年、1980年 - 1981年、1998年 - 2007年）
- 堀内恒夫（日本テレビ兼、1986年 - 1992年）
- 堀本律雄（文化放送・TBSラジオ兼）
- 松本匡史（日本テレビ兼、1988年）
- 水野雄仁（日本テレビ兼、2002年 - 2018年）
- 南村侑広（日本テレビ兼、1959年 - 1963年、1968年 - 1973年）
- 宮田征典（1970年 - 1974年、1997年、2002年 - 2006年）
- 宮本和知（日本テレビ兼、1998年）
- 村上雅則（1991年 - 1992年）
- 森脇浩司（2010年）
- 屋鋪要（NNN24（現日テレNEWS24）兼、2000年 - 2003年）
- 山根俊英
- 山本功児（2006年 - 2007年）
- 吉村禎章（日本テレビ兼、2013年 - 2017年）

以下はラジオ関西からの派遣ならびにネット受けの際に登場（同局からの解説者の派遣は2014年度を最後に実施されなくなった）。
- 長池徳士（日本テレビ・福岡放送兼）
- 野田浩司
- 山沖之彦

### ゲスト解説者
- 池谷公二郎（日本テレビ・広島テレビ兼）＜1993年 - 1997年、2002年 - 2003年＞
- 山本浩二（日本テレビ・広島テレビ兼）＜1995年 - 1997年＞
- 掛布雅之（日本テレビ・よみうりテレビ兼）＜1995年 - 1997年、2002年 - 2003年＞
- 江川卓（日本テレビ兼）＜1996年 - 1997年、2002年 - 2003年＞
- 長嶋一茂
- 前田幸長（九州朝日放送兼。2015年よりニッポン放送の解説者も兼務しているため、現在は出演していない）
- 西岡良洋
- 原晋（青山学院大学陸上競技部・長距離ブロック監督・コメンテーター）＜2017年6月、2018年8月、2019年8月＞

### 過去の実況アナウンサー・リポーター
ラジオ関東時代も含め、ラジオ日本に新卒入社した男子アナウンサーは入社後数年以内に当番組と競馬中継の両方で下積みを経験し、適性判断の上どのジャンルを主に担当するかが決まる。
野球班専任、または主に野球中心の担当となった者
- 島碩弥 - 1958年（昭和33年）開局と同時に入社。
- 木島章夫 - 1958年（昭和33年）開局と同時に入社。
- 内藤幸位 - 1962年（昭和37年）入社。
- 内藤博之 - 2017年までは実況も担当していたが、2018年以降は基本的にベンチリポートならびにスタジオ担当のみ。2020年を最後に公式サイトから削除された。
- 早川建二 - 1964年（昭和39年）入社。
- 田島喜男 - 1965年（昭和40年）日本短波放送（現在のラジオNIKKEI）から移籍。日本短波放送時代にもプロ野球オールスターゲーム実況の経験あり。音楽（演歌）中心の担当となるため番組を離れた。
- 工藤健策 - 1965年（昭和40年）入社。1989年（平成元年）、フリーのスポーツジャーナリストに転向のため退社。
- 岡田実 - 1974年（昭和49年）NHKを定年退職しフリーに。1979年（昭和54年）、サンテレビ『ボックス席』実況就任のため番組を離れた。
- 山田透 - 1975年（昭和50年）入社。1983年（昭和58年）にニッポン放送へ移籍し、ショウアップナイター専任となる。なおニッポン放送退職後、一時フリーで復帰を果たしていた。
- 染谷恵二 - 1978年（昭和53年）入社。2005年（平成17年）に退職しフリーとなる。
- 阿部実 - 1987年（昭和62年）福島テレビから移籍。現在は芸名を変え、フリーのナレーターとして活動。
- 小林幸明 - 1995年（平成7年）入社。管理職就任のため、2015年（平成27年）9月24日の「巨人対広島」を最後に事実上当番組を離れた。
- 河路直樹 - 2001年（平成13年）RKB毎日放送からフリーに。
- 瀧口俊介 - 2011年（平成23年）石川テレビ放送から移籍。2012年8月24日の「横浜DeNA対巨人」で巨人リポーターとして初登場、2013年8月18日で「巨人対中日」で初実況、2017年（平成29年）12月末で退職しフリーになる。
- 岩田暁美
- 福田純子
- 深沢ちえり
- 芦川愛子（～2009年度）

競馬班専任、または主に競馬中心の担当となった者
- 窪田康夫 - 1958年（昭和33年）開局と同時に入社。
- 林洋右 - 1960年（昭和35年）入社。後に競馬班専任となる。
- 樋口忠正 - 1961年（昭和36年）入社。1968年（昭和43年）、本人の意向で競馬班専任となる。
- 武田肇 - 1975年（昭和50年）入社。後に競馬班専任となる。
- 仙田和吉 - 1992年（平成4年）入社。2000年（平成12年）シーズン限りで番組を離れた後に、毎日放送（MBSラジオ）へ移籍。同局では競馬担当兼任のスポーツアナウンサーとして活動していたため、2019年以降の金曜日には、阪神対巨人戦（甲子園球場のナイトゲーム）中継を『MBSベースボールパーク』のネット受けで放送する場合に登場することがあった。2021年（令和3年）3月31日付で、毎日放送を早期退職。
- 加藤裕介 - 1995年（平成7年）ラジオ福島から移籍。2014年（平成26年）に管理職昇格のため、アナウンス業務を離れた。
- 佐藤一司 - 1998年（平成10年）入社。2008年度からリポート・ナイターナビゲーターのみとなり、2010年（平成22年）6月に報道記者へ異動のため、アナウンス業務を離れた。
- 斎藤一平 - フリー。『マリーンズナイター』には2017年8月、本番組は2018年6月7日より登場したが、2023年までに野球・競馬ともに離任。

日テレからの出向者
- 山下末則 - 2006年（平成18年）出向。2009年（平成21年）定年退社しフリーに。
- 吉田填一郎 - 2003年（平成15年）出向。2008年（平成20年）に管理職就任のためアナウンス業務を離れ、さらに2011年（平成23年）退社してフリーとなった。

ラジオ関西制作の中継に登場（2008年度をもって制作撤退）。
- 林真一郎
- 古田彰満
- 牛尾淳 - CRK契約スタッフ。ラジオ日本制作の中継にもベンチリポーターとして登場することがあった。
- 桐山隆 - CRK契約スタッフ。
- 清水理恵子 - CRK契約スタッフ。ベンチレポート専任。

## リスナー参加企画
- RF-GBS-CRKネットの3局合同で「ジャイアンツ月間MVP」を2004年度まで制定した。この制度はそれぞれの月の読売ジャイアンツの選手で最も活躍した選手を解説者の意見とリスナーの投票を基に決定したものである。但し解説者の意見も選考の重要なファクターとなるため、必ずしもリスナーの最多得票選手が選出されるとは限らない。
- 月間MVPに選ばれた選手に投票されたリスナーには賞金や選手のサイン入りグッズなどがプレゼントされた。
- 2005年度は交流戦特別企画として、パ・リーグ参加6チームの主催試合（即ちビジター）でそれぞれのホームタウンの名産品をプレゼントする企画を行っている。
- 2011年は原辰徳監修の焼酎をプレゼントする企画が行われている。これは事前に申し込みをしたリスナーに対し、巨人軍の選手がその試合にホームランを打った本数分の人数に贈呈するもの（当選はホームランが出た都度発表される）。ただしホームランがなかった場合でも1人に必ず贈呈する

## 球場内企画
2007年度〜2008年度の東京ドームでの巨人ホームゲーム63試合において、ラジオ日本と巨人軍の提携企画「GFM」を行う。単なる試合解説だけでなく、巨人ファンを称する各界著名人をゲスト解説者として迎え、巨人軍応援実況を展開する。会場では先着順2000人に無料レンタルを行う。（市販のラジオでも受信可能）また2008年は新しく「G-PO」会員を対象としたレンタルも行われていたが、2009年度以降は実施無し。
また東京ドーム右中間の柱に番組宣伝広告を設置。もしここに直撃するホームランが出た場合にはそれを予想したリスナー50組100人を東京ドームに招待するクイズキャンペーンが行われる。
- 周波数　86.3 MHz
- 試合開始1時間前〜試合終了時に開局
- 解説には当番組の解説者・アナウンサーのほか、宮本和知、橋本清、角盈男ら元巨人OBが多数出演。井上和香やテリー伊藤といった巨人ファンの著名人がゲストとして迎えられた。またパーソナリティとして坪内千恵子、佐藤一司、茂山哲平が出演していた。

2014年は随時「東京ドームFM」と題し、年数試合の予定で場内限定FM放送を開局して巨人ファンの著名人による試合解説を行う 他、ミニFMとは別に、ビジター側に当たる3塁側の客席を利用して、巨人OB、および試合日により対戦相手側チームのOBによる試合解説を聞くことができる音声ナビゲーション付の「レジェンズシート」 のサービスも行っている。